# Список річок Європи

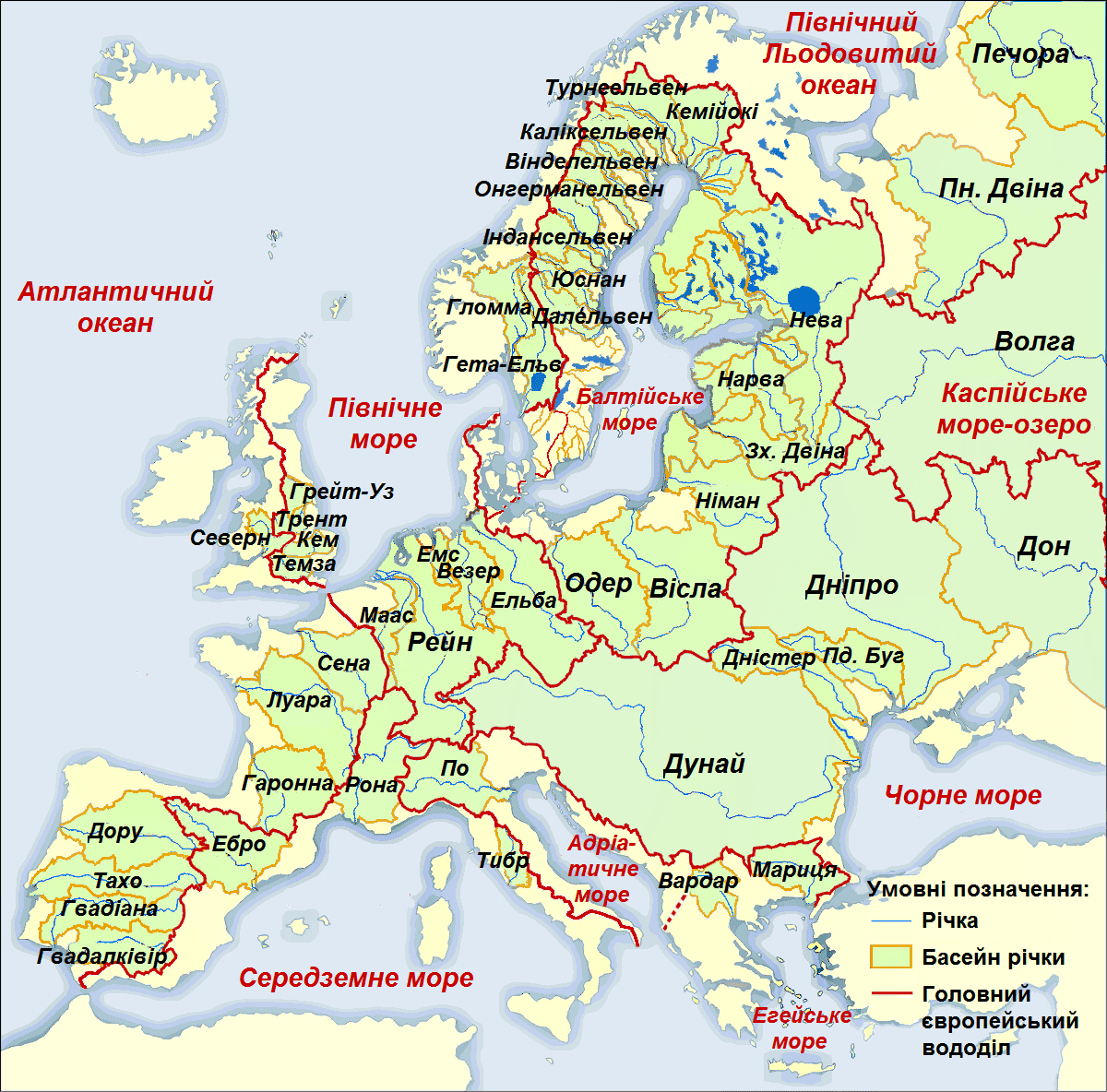
Основні європейські вододіли (червоні лінії), що відокремлюють водозбірні басейни (зелені області)

Список річок Європи

## Річки за довжиною
Річки більше 100 км:
| Річки                  | км    | Гирло                              |
| Волга                  | 3,692 | Каспійське море                    |
| Дунай                  | 2,860 | Чорне море                         |
| Урал                   | 2,428 | Каспійське море                    |
| Дніпро                 | 2,290 | Чорне море                         |
| Дон                    | 1,950 | Азовське море                      |
| Печора                 | 1,809 | Баренцове море                     |
| Кама                   | 1,805 | Каспійське море (Волга)            |
| Північна Двіна–Вичегда | 1,774 | Біле море                          |
| Ока                    | 1,500 | Каспійське море (Волга)            |
| Біла                   | 1,430 | Каспійське море (Кама)             |
| Дністер                | 1,362 | Чорне море                         |
| Рейн                   | 1,236 | Північне море                      |
| Ельба                  | 1,091 | Північне море                      |
| Сіверський Донець      | 1,050 | Азовське море (Дон)                |
| Вісла                  | 1,047 | Балтійське море                    |
| Тагус                  | 1,038 | Атлантичний океан                  |
| Західна Двіна(Даугава) | 1,020 | Балтійське море                    |
| Луара                  | 1,013 | Атлантичний океан                  |
| Тиса                   | 976   | Чорне море (Дунай)                 |
| Прут                   | 953   | Чорне море (Дунай)                 |
| Сава                   | 940   | Чорне море (Дунай)                 |
| Німан                  | 937   | Балтійське море                    |
| Маас                   | 925   | Північне море                      |
| Ебро                   | 910   | Середземне море                    |
| Дору                   | 897   | Атлантичний океан                  |
| Кубань                 | 870   | Азовське море                      |
| Мезень                 | 857   | Баренцове море                     |
| Одра                   | 854   | Балтійське море                    |
| Рона                   | 813   | Середземне море                    |
| Південний Буг          | 806   | Чорне море                         |
| Сена                   | 776   | Атлантичний океан                  |
| Муреш                  | 761   | Чорне море (Тиса — Дунай)          |
| Драва                  | 749   | Чорне море (Дунай)                 |
| Гвадіана               | 742   | Атлантичний океан                  |
| Серет                  | 706   | Чорне море (Дунай)                 |
| По                     | 682   | Адріатичне море                    |
| Гломма                 | 621   | Північне море                      |
| Олт                    | 615   | Чорне море (Дунай)                 |
| Нева–Свір–Суна         | 578   | Балтійське море                    |
| Мозель                 | 545   | Північне море (Рейн)               |
| Мариця(Еврос)          | 480   | Егейське море                      |
| Мура                   | 480   | Чорне море (Дунай) (Драва)         |
| Яломиця                | 417   | Чорне море (Дунай)                 |
| Струма                 | 415   | Егейське море                      |
| Адідже                 | 410   | Адріатичне море                    |
| Тибр                   | 406   | Середземне море                    |
| Вардар                 | 388   | Егейське море                      |
| Сомеш                  | 388   | Чорне море (Дунай) (Тиса)          |
| Іскир                  | 368   | Чорне море (Дунай)                 |
| Шеннон                 | 361   | Атлантичний океан                  |
| Северн                 | 354   | Атлантичний океан                  |
| Арджеш                 | 350   | Чорне море (Дунай)                 |
| Тунджа                 | 350   | Егейське море (Мариця)             |
| Темза                  | 346   | Північне море                      |
| Дрина                  | 346   | Чорне море (Дунай) (Сава)          |
| Джіу                   | 339   | Чорне море (Дунай)                 |
| Тіміш                  | 339   | Чорне море (Дунай)                 |
| Дрин                   | 335   | Адріатичне море                    |
| Аліакмон               | 322   | Егейське море                      |
| Західна Морава         | 308   | Чорне море (Дунай) (Велика Морава) |
| Бузеу                  | 302   | Чорне море (Дунай) (Серет)         |
| Купа                   | 297   | Чорне море (Дунай) (Сава)          |
| Південна Морава        | 295   | Чорне море (Дунай) (Велика Морава) |
| Димбовіца              | 286   | Чорне море (Дунай) (Арджеш)        |
| Янтра                  | 285   | Чорне море (Дунай)                 |
| Бистриця               | 283   | Чорне море (Дунай) (Серет)         |
| Жижія                  | 275   | Чорне море (Дунай) (Прут)          |
| Аоос                   | 272   | Адріатичне море                    |
| Бега                   | 256   | Чорне море (Дунай) (Тиса)          |
| Камчия                 | 245   | Чорне море                         |
| Врбас                  | 235   | Чорне море (Дунай) (Сава)          |
| Неретва                | 230   | Адріатичне море                    |
| Места(Нестос)          | 230   | Егейське море                      |
| Ведеа                  | 224   | Чорне море (Дунай)                 |
| Ахелоос                | 220   | Іонічне море                       |
| Пиньос                 | 216   | Егейське море                      |
| Црна                   | 207   | Егейське море (Вардар)             |

У наведеному нижче списку європейські річки згруповані за морем або океаном, куди вони впадають. Вони упорядковані вздовж узбереж морів і океанів. Річки, що впадають в інші річки, відсортовані в орографічному порядку, тобто від близькості їх точок злиття до моря.

## Атлантичний океан

### Ісландія

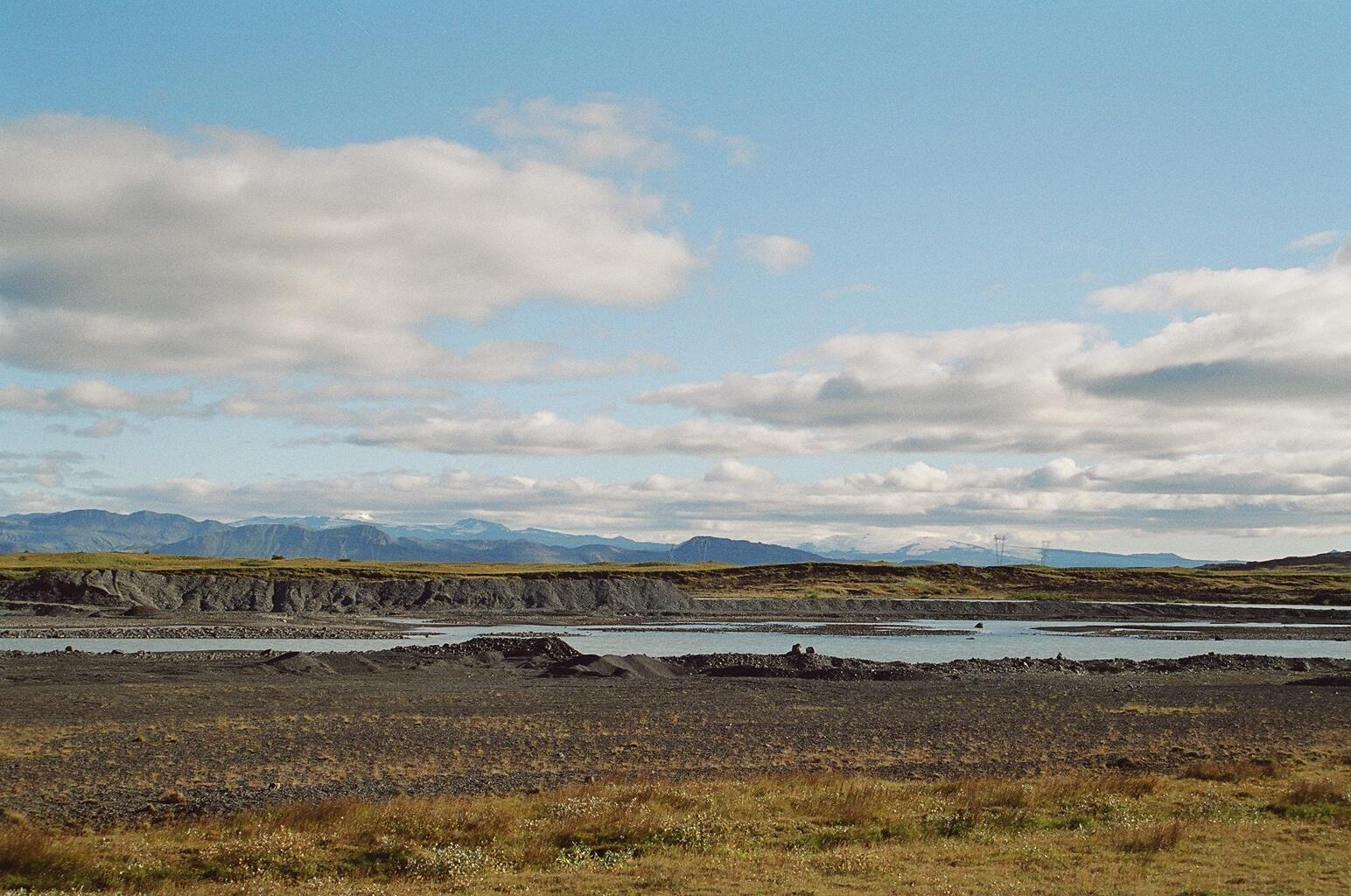
Річка Тйорса з льодовиками Тіндф'ятлайокутлем та Ейяф'ятлайокутлем

- Йокюльсау-ау-Фьєдлюм (Північне узбережжя)
- Тйоурсау (Південне узбережжя)

### Узбережжя Норвегії
У Норвегії:
- Альтаєльва (в м.Алта (район Фіннмарк))
- Рейсаєвла (в районі Трумс)
- Молсельва (в районі Трумс)
- Салтдалселва (в районі Нурланн)
- Ранельва (в Рана (район Нурланн))
- Вефсна (в районі Нурланн)
- Намсен (Намсос в районі Нур-Тренделаг)
- Нідельва (в районі Сер-Тренделаг)
- Ґеула (в м.Тронгейм (район Сер-Тренделаг))
- Оркла (Оркдал (район Сер-Тренделаг))
- Сурна (Сурнадал (район Мере-ог-Ромсдал))
- Дріва (в районі Мере-ог-Ромсдал)
- Реума (в м. Ондалснес (район Мере-ог-Ромсдал))
- Лердалсельва (Лердал у районі Согн-ог-Ф'юране)

### Ірландське узбережжя
В Північній Ірландії:
- Банн (в м.Колрейн)

В Ірландії (включаючи Кельтське море):
- Шеннон (біля м. Лімерик)
  - Свіллі (в м.Леттеркенні)
  - Сак (біля м.Баллінаслоє)
  - Бросна
- Барров (біля м.Вотерфорд)
  - Шур (біля м.Вотерфорд)
  - Нор (в м.Ню-Росс)

### Британське узбережжя
Брістольська затока:
- Северн (біля м.Кардіфф)
  - Тім (біля м.Вустер)
  - Ейвон (в м.Тьюксбрі)
  - Вай (біля м.Чепстоу)
  - Ейвон (біля м.Бристоль)
  - Аск (в м.Ньюпорт (Уельс))
  - Тафф (в м.Кардіфф)

### Французьке, Іспанське і Португальське узбережжя
Річки в цьому розділі сортуються на північ (Брест) на південь (Таріфа).
У Франції:
- Ульне (біля м. Брест)
- Оде (біля м.Кемпер)
- Блаве (в м.Лор'ян)
- Вілен (в м.Пенестен)
  - Оуст (в м.Редон)
- Луара (в м. Сен-Назер)
  - Севр Нонтезе (в м.Нант)
  - Ердер (в м.Нант)
  - Мен (біля м.Анже)
    - Мейєнн (біля м.Анже)
    - Сарта (біля м.Анже)
      - Луар (на північ від м.Анже)
        - Брей (в м.Лавне)

      - Льувін (в м.Ле-Ман)

  - Вьєнна (в м.Канд-Сен-Мартен)
    - Крез (на північ від м.Шательро)
      - Ґартемп (в м.Ла-Рош-Позе)

    - Клян (в м.Шательро)

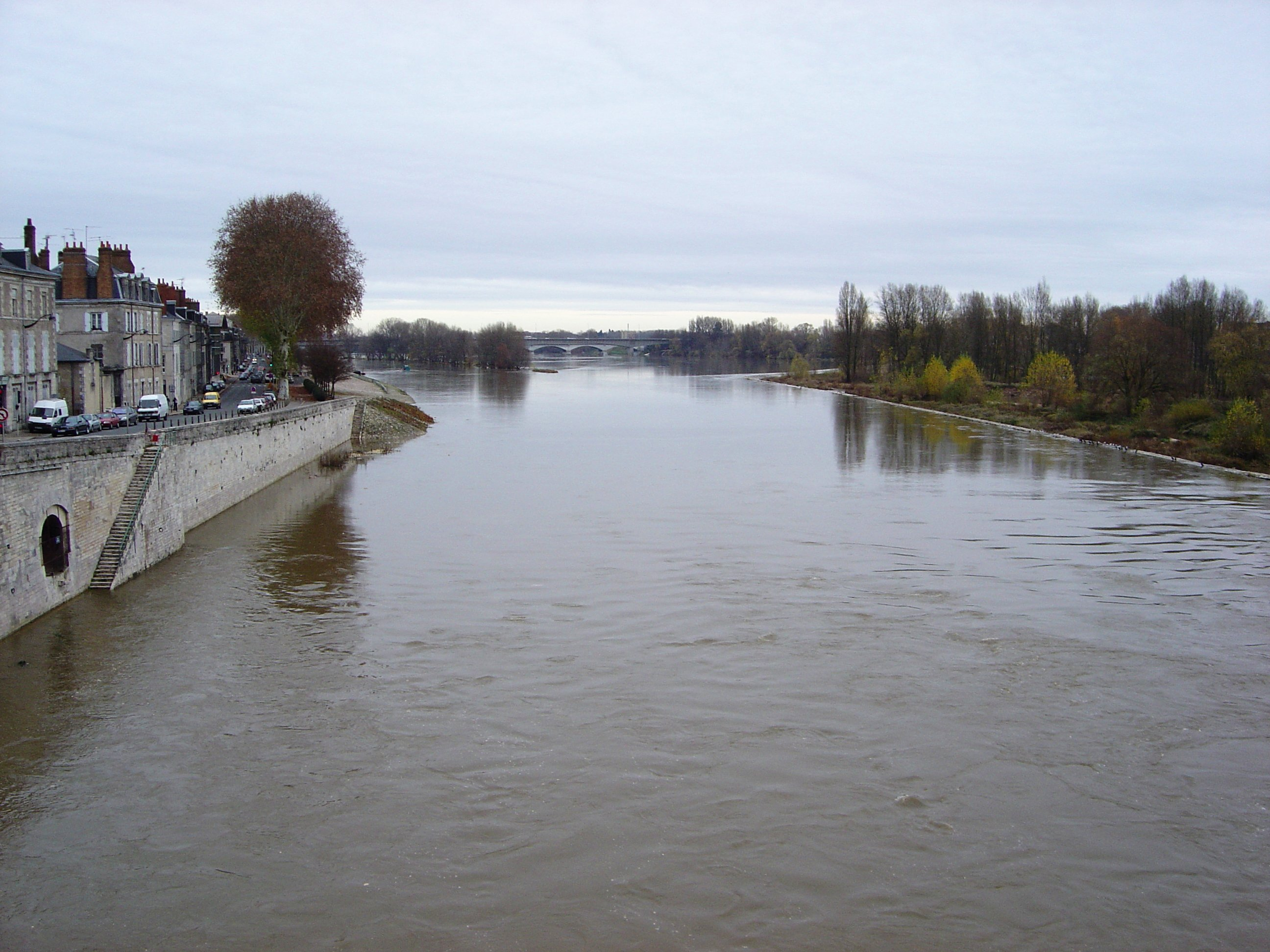
Річка Луара в м.Орлеан.

  - Ендр (на схід від м.Канд-Сен-Мартен)
  - Шер (в м.Вілландрі)
    - Сульдр (в м. Сель-сюр-Шер)
    - Арнон (біля м.В'єрзон)

  - Беуврон (в м.Шомон-сюр-Луар)
  - Луарі (в м.Орлеан)
  - Альє (біля м.Невер)
    - Сіуль (біля м.Сен-Пурсен-сюр-Сіуль)
    - Дор (біля м.Пюї-Гійом)

  - Бебр (біля м.Домп'єрр-сюр-Бебр)
  - Арру (в м.Дігуен)
- Севр-Ніортез (на північ від м.Ла-Рошель)

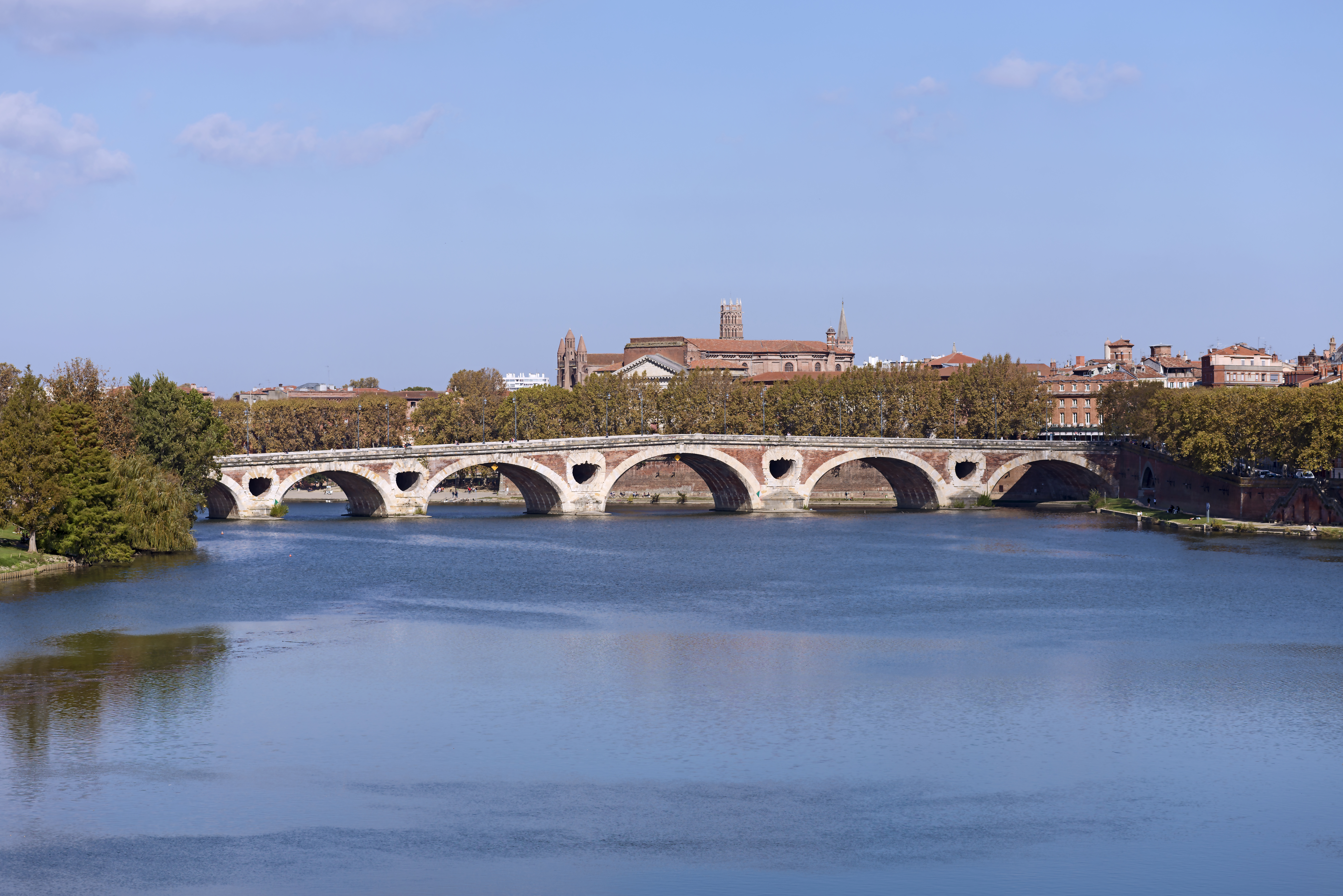
Річка Гаронна в м.Тулуза.

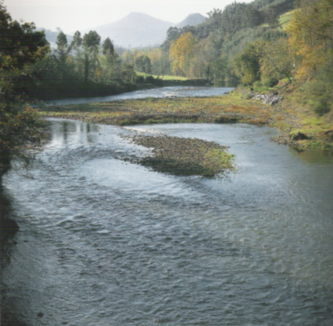
Пас в Кантабрія (Іспанія)

  - Вандея (в м. Маран)
- Шаранта (біля м. Рошфор)

- Гаронна (в Жиронда біля м.Бордо)
  - Дордонь (біля м.Бордо)
    - Іль (в м.Лібурн)
      - Дронне (біля м.Лібурн)

    - Візер (річка) (біля Ле-Бюг)
      - Коррез (в м.Брив-ла-Гаярд)

    - Сер (біля Бретену)

  - Лот (біля Егійон)
    - Труйєр (в Антрег-сюр-Трюїер)

  - Байс) (біля Егійон)
  - Жер (біля Ажен)
  - Тарн (біля Кастельсарразен)
    - Авейрон (біля Монтобан)
      - Вйар (в Лагепі)

    - Агу (в Сен-Сюльпіс)

  - Жімон (біля Кастельсарразен)
  - Сейв (в Гренад)
  - Ар'єж (в м.Тулуза)
    - Ерс-Віф (в Сентегабель)
- Адур (в м.Байонна)
  - Ґав де Пу (біля Пейрорад)
  - Ґав д'Олорон (в Пейрорад)

В Іспанії:
- Нервіон (біля м.Більбао)
- Пас (біля м.Сантандер)
- Селья (в Рібадеселья)
- Нальон (в Мурос-де-Налон)
- Мінью (біля Камінья) — Португалія, Іспанія
  - Сіль (біля Оренсе)

- Гвадіана (біля Аямонте) — Португалія, Іспанія
  - Шанза) (біля Мертола)
  - Арділа (біля Моура)
  - Санкара (біля Алькасар-де-Сан-Хуан)
- Ріо-Тінто (в Уельва)
- Гвадалквівір (в Санлукар-де-Баррамеда)
  - Хеніль (в Пальма-дель-Ріо)

В Португалії:
- Ліма (біля Віана-ду-Каштелу)
- Каваду (біля Ешпозенде)
- Дору (в м.Порту) — Португалія, Іспанія
  - Тамеґа (біля Пенафіел)
  - Пайва (біля Каштелу-де-Пайва)
  - Сабор (біля Торре-де-Монкорву)
  - Коа (в Віла-Нова-де-Фош-Коа)
  - Ріу-Аґеда (біля Фігейра-де-Каштелу Родріго)
  - Пісуерга (біля Вальядолід)
- Вога (в Ріа-де-Авейру)
- Мондегу (в Фігейра-да-Фош)
- Тагус (біля Лісабон)

- - Зезере (в Коштанція)
  - Алагон (біля Алькантара)
  - Харама (в Аранхуес)
    - Мансанарес (пересікає Мадрид)
    - Тахунья (біля Мадриду)
- Саду (в Сетубал)

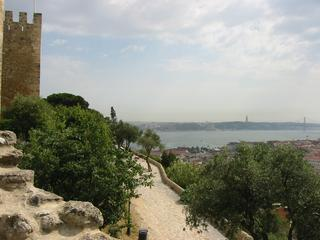
Тагус в Лісабоні

- Міра (біля Віла-Нова-де-Мілфонтеш)

## Середземне море

### Західне Середземномор'я

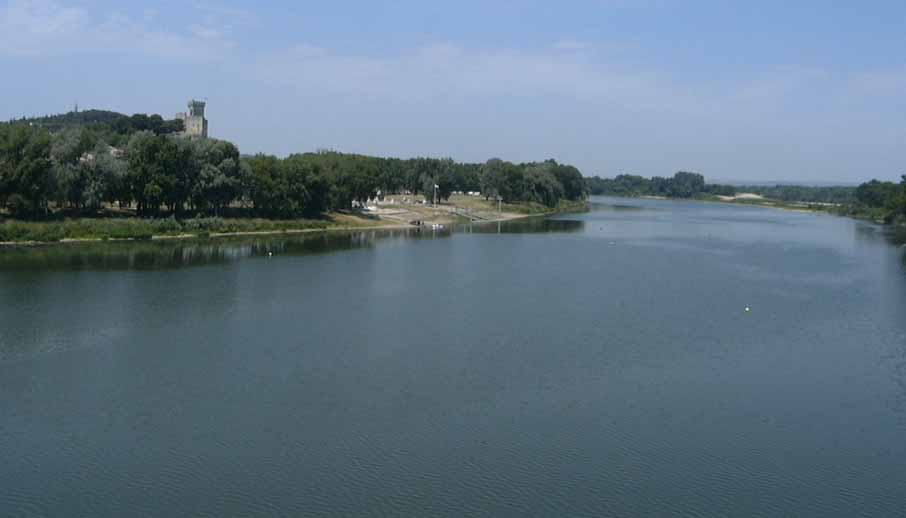
Рона біля Бокер

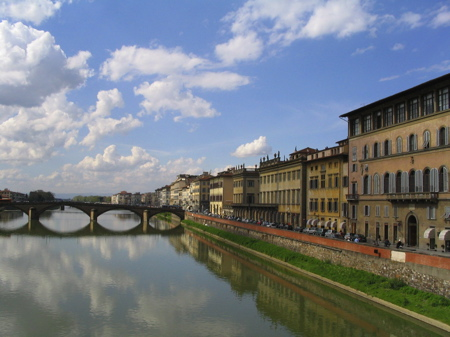
Арно в м.Флоренція

Цей розділ включає Лігурійське море і Тірренське море. Річки сортуються з заходу (Таріфа) на схід (Реджо-Калабрія).
В Іспанії:
- Ґуадальорсе (в м.Малага)
- Сегура (в м.Гуардамар-дел-Сегура)
  - Гуадалентін (біля м.Мурсія)
  - Мундо (біля Ельїн)
- Хукар (в Кульєра)
  - Магро (в Алджемезі)
  - Кабріель (в Кофрентес)
- Турія (в м.Валенсія)
- Ебро (біля Туртоза)
  - Сегре (в Мекіненса)
    - Сінка (біля Мекіненса)

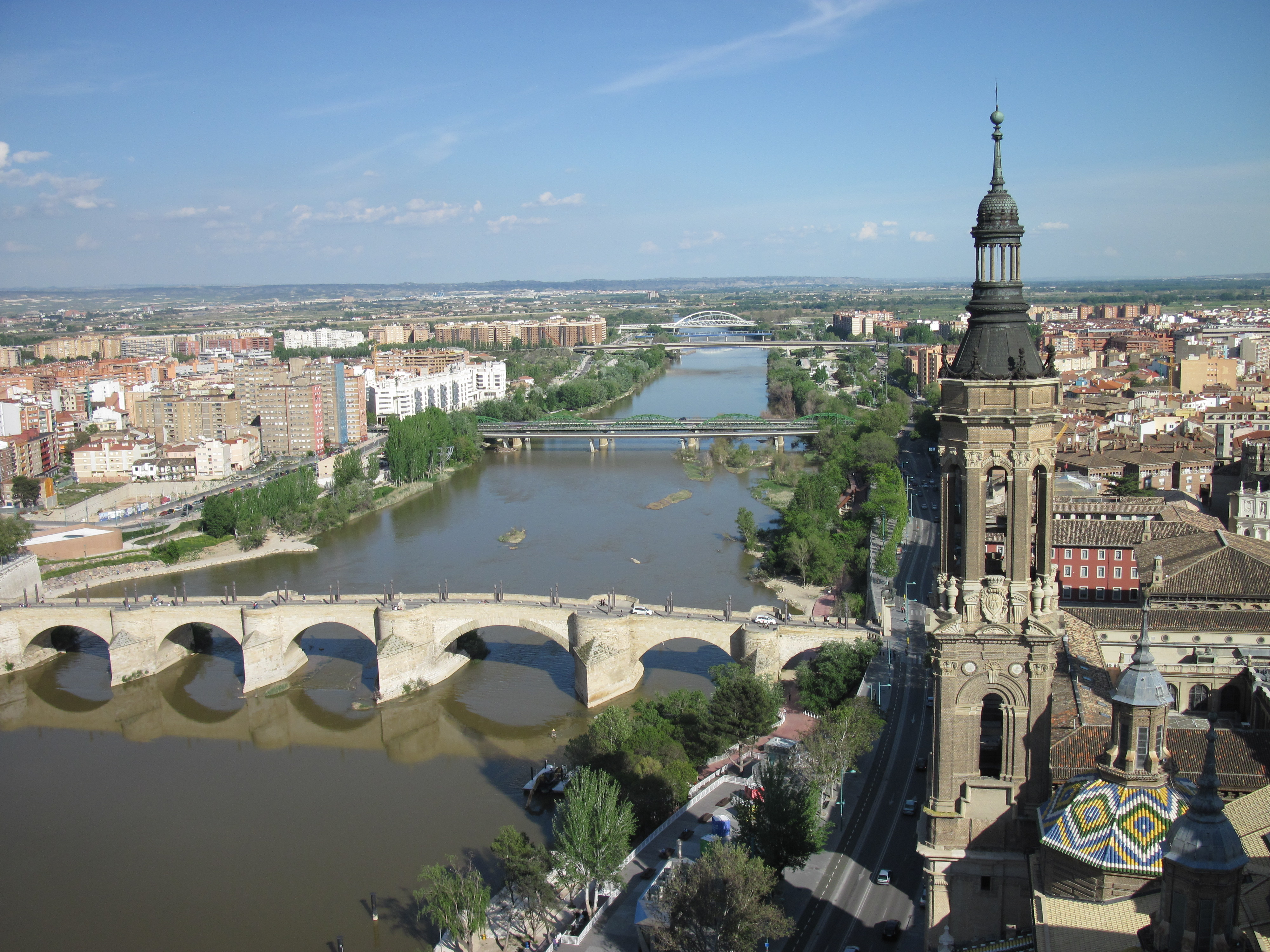
Ебро в м.Сарагоса

    - Ногера-Рібагорсана (біля м.Льєйда)
    - Ногера-Пальяреса (біля м.Балаґе)
    - Валіра (в Ла-Сеу-д'Уржель)

  - Гальєго (в м.Сарагоса)
  - Арагон (біля Тудела)
- Франколі (біля м.Тарраґона)
- Ґайя (біля м. Тарраґона)
- Фуа (біля Біланоба-і-ла-Жалтру)
- Льобрегат (між м.Барселона і Ал-Прат-да-Любрагат)
- Бесос (біля м.Сант-Адріа-да-Базос)
- Тер (в Лєстартіт)
- Флювія (біля Сан-Пера-Пасказо)

У Франції:
- Тет (біля м.Перпіньян)
- Од (біля м.Нарбонн)
- Орб (в Вальрас-Плаж)
- Еро (біля м.Агд)
- Рона (в Пор-Сен-Луї-дю-Рон) — Швейцарія, Франція

- - Гардон (в м. Бокер)
  - Дюранс (в м.Авіньйон)
    - Вердон (в Сен-Поль-ле-Дюранс)

  - Ардеш (в Пон-Сент-Еспрі)
  - Дром (в Лорйоль-сюр-Дром)
  - Ізер (біля м. Валанс)
    - Драк (в м.Гренобль)
    - Арк (біля Альбервіль)

  - Сона (в м.Ліон)
    - Ду (в Верден-сюр-ле-Ду)
      - Лю (біля м. Доль)

    - Оньон (в Понтає-сюр-Сон)

  - Ан (біля Пон-де-Шерюї)
  - Арве (в м.Женева)
- Аржанс (в м.Фрежус)
- Вар (біля м.Ніцца)

В Італії:
- Арно (біля м.Піза) Арно в м.Флоренція
- Омброне (біля м.Гроссето)
- Тибр (в Остія)
  - Аньєне (в Римі)
  - Нера (біля Орте)
- Волтурно (в Кастель-Вольтурно)

### Адріатичне море
Річки в цьому розділі сортуються за годинниковою стрілкою від Отранто, що на півдні Італії, до м. Вльора, що на півдні Албанії.
В Італії:
- Авфід (біля м.Барлетта)
- Тріньйо (біля Васто)
- Санґро (біля Ортона)
- Атерно-Пескара (в м.Пескара)
- Тронто (біля Сан-Бенедетто-дель-Тронто)
- Метауро (в м.Фано)
- Мареккья (біля м.Ріміні)
- Рубікон (біля Чезенатіко)
- Савіо (біля м.Чезена)
- Монтоне (біля м.Форлі)
- Рено (біля Комаккьо)
  - Сеньйо (біля м.Фаенца)
- По (кілька приток біля Порто-Толле)
  - Панаро (біля м.Феррара)
  - Секкья (біля Мантуя)
  - Мінчо (біля Мантуя)
  - Ольйо (біля Мантуя)
    - Кьєзе (біля Азола)

  - Таро (на північ від м.Парма)
  - Адда (в м.Кремона)
  - Требія (в м.П'яченца)
  - Тічино (в м.Павія)
  - Танаро (біля м.Алессандрія)
    - Стуре ді Демонте (біля Бра)

  - Сезія (біля Казале-Монферрато)
  - Дора Бальтеа (в Крешентіно)
  - Орко (в Ківассо)
  - Дора Ріпарья (в м.Турин)

- Адідже (на південь від м.Кіоджа)
  - Еісак (біля м.Больцано)
- Баккільоне (біля м. Кіоджа)
- Брента (біля м. Кіоджа)

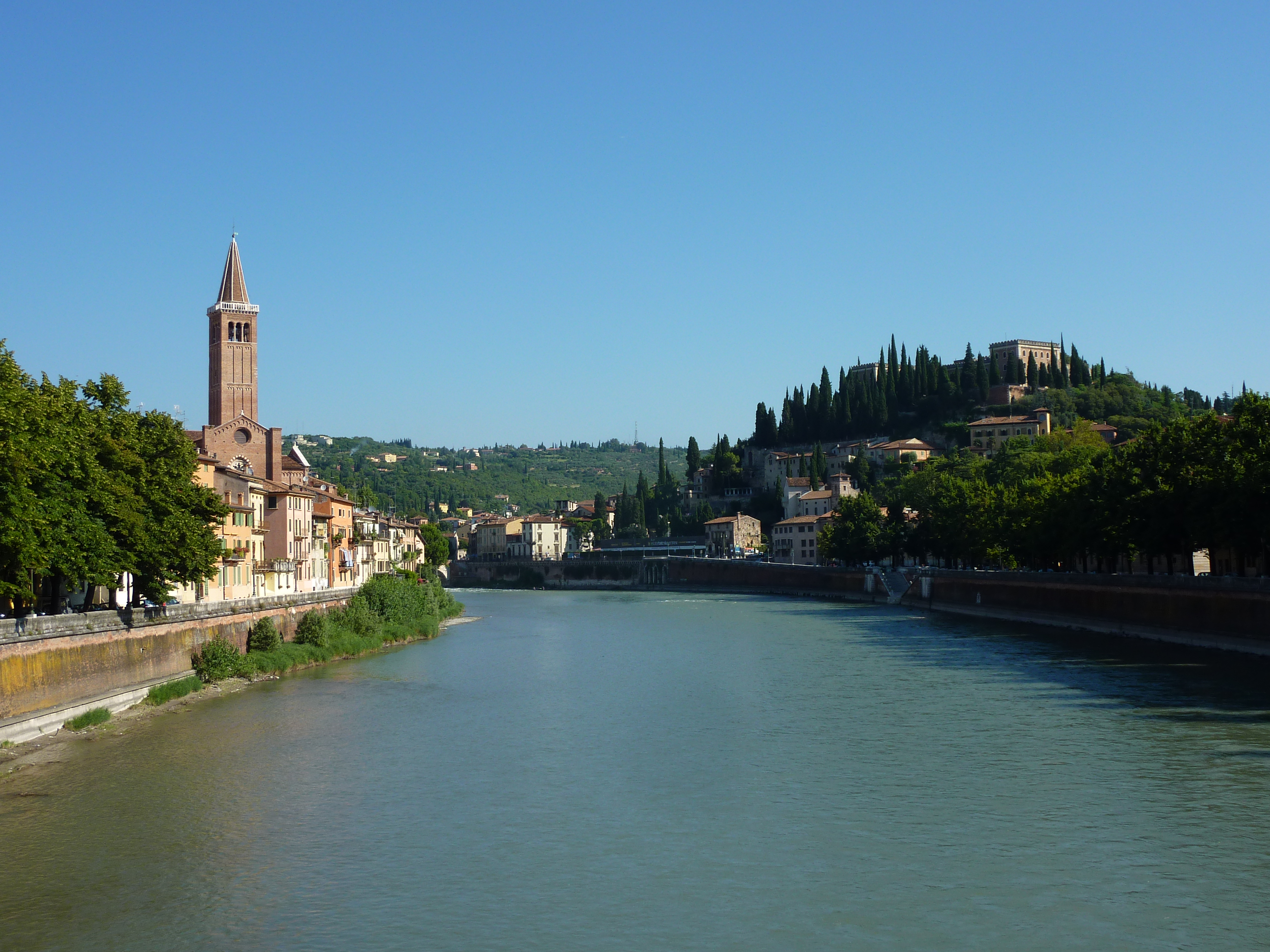
Адідже в м.Верона

- П'яве (на північний схід від м. Венеції)
- Соча (біля Монфальконе) — Словенія, Італія

У Хорватії:
- Р'єчина (в м.Рієка)
- Крка (біля м. Шибеник)
- Цетина (в м.Оміш)
- Неретва (біля м.Плоче) — Боснія і Герцеговина, Хорватія
- Омбла/Рьєка Дубровачка (біля м.Дубровник, Хорватія) — після декількох сотень метрів річка Омбла продовжується як ріа з новою назвою Рьєка Дубровачка, але води Омбли належать до підземної річки Требишниця, яка знаходиться в Боснії і Герцоговині.

У Боснії і Герцеговині:
- Неретва (підземні витоки до узбере́ж з Боснії і Герцоговини до дельти біля м.Плоче, Хорватія) — Боснія і Герцоговина, Хорватія
- Требишниця (витіки в м.Неум, Боснія і Герцоговина) — річка повністю занурюється в Боснії і Герцеговині у комплекс великих підземних карстових печерних систем, через які виходить в болотистій місцевості в заповіднику Гутово Блато в Боснії і Герцеговині, звідки продовжується як Крупа до Неретва; в той час як решта частина цих вод з багатьма малими і одним головним витоком з'являється на узбережжях м. Неум, с. Слано і найбільш значно біля м. Дубровник в Хорватії як Омбла з значним витоком, але після декількох сотень метрів річка продовжується як ріа з новою назвою Рьєка Дубровачка.

У Чорногорії:
- Бояна або Буна (біля м.Ульцинь) — Албанія, Чорногорія
  - Морача (впадає в Скадарське озеро біля м.Жабляк Црноєвич)

В Албанії:
- Дрин (біля м.Лежа)
  - Білий Дрин (в м.Кукес)
  - Чорний Дрин (в м. Кукес)
- Мат (біля м.Лачі)
- Ержен (біля м.Шияк)
- Шкумбіні (біля м.Люшня)
- Семан (біля м.Фієрі)
  - Девол (біля м.Кучова)
  - Осум (біля м. Кучова)
- Аоос (біля м.Вльора) — Греція, Албанія

### Іонічне море
Західне узбережжя
Річки в цьому розділі сортуються з південного заходу на північний схід від Реджо-Калабрія до Отранто.
В Італії:
- Сінні (біля Полікоро)
- Агрі (в Полікоро)
- Базенто (в Метапонт)

Східне узбережжя
Річки в цьому розділі сортуються з північного заходу на південний схід від м.Вльора до мису Малея.

### У Греції
- Сіаміс (біля Ігумениця)
- Арахтос (в Коммено)
- Ахелоос (біля Астакос)
- Евінос (біля Месолонгіон)
- Піньфос (біля Гастоуні)
- Алфей (біля Піргос)
- Неда (біля Кіпаріссія)

### Егейське море
Річки в цьому розділі сортуються з заходу (мис Малея) на схід (Стамбул).

### У Греції
- Сперхйос (біля Ламія)
- Піньос (біля Лариса)
  - Тітарісіос (біля м. Лариса)
- Аліакмон (біля Салоніки)
- Вардар (біля Салоніки) — Північна Македонія, Греція
  - Црна (біля Градсько)
  - Брегалніца (біля Градсько)
    - Лакавица (біля Штип)

  - Пчиня (біля Катланово)
    - Крива Река (біля Куманово)

  - Треска (біля Скоп'є)
- Струма (в Амфіполіс, біля Серрес) — Греція, Болгарія
  - Струмиця (біля Рупите)
- Места (біля Тасос) — Греція, Болгарія
  - Доспат (біля Потаомі)

У Туреччині:
- Мариця (біля Александруполіс) — Болгарія, Туреччина, Греція
  - Ергене (біля Іпсала)
  - Тунджа (в Едірне)
  - Арда (біля Едірне)
  - Стряма (біля Садово)
  - Вача (біля Пловдив)

## Чорне море
Річки в цьому розділі сортуються з заходу (м. Стамбул) на схід (м. Сочі).

### УБолгарії
- Велека — Болгарія, Туреччина (в с.Синеморець)
- Камчия (біля м.Варна)
  - Люда Камчия (біля м.Дилгопол)

### УРумунії
- Дунай (у м.Сулина)- Німеччина, Австрія, Словаччина, Угорщина, Хорватія, Сербія, Румунія, Болгарія, Україна, Дунай в м.Ульм
  - Прут (біля Рені)
    - Жижія (біля Хуші)
      - Бахлуй (в Ясси)

    - Черемош (біля Снятин)

  - Серет (в Галаці)
    - Бузеу (біля м.Галац)
    - Римник (в Фундель)
    - Путна (в Вултуру)
    - Бирлад (в Лієшть)
    - Тротуш (біля Аджуд)
    - Бистриця (біля Бакеу)
    - Молдова (біля Роман)
    - Сучава (в м.Літень)

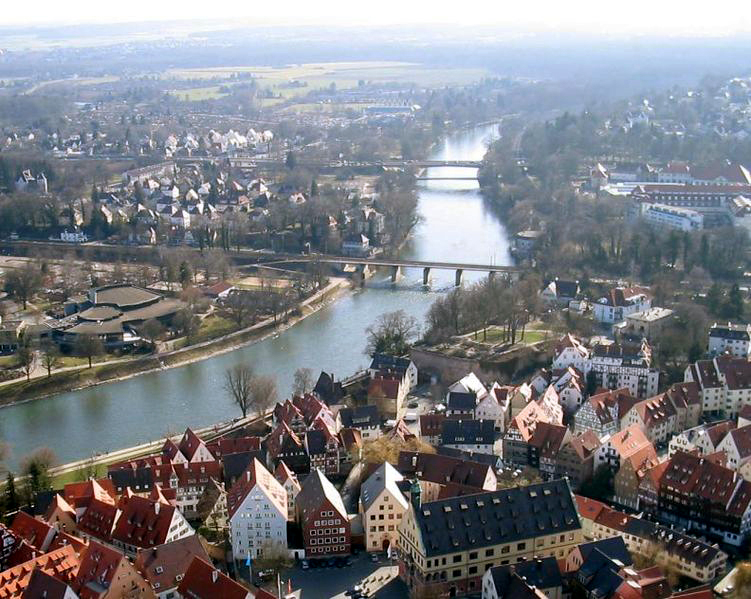
Дунай в м.Ульм

  - Калматсуі (біля Бертештій-де-Жос)
  - Яломіца (біля Хиршова)
    - Прахова (біля Адинката)
      - Телеажен (біля Думбрава)

  - Мостішта (біля Минестіря)
  - Арджеш (в Олтеніца)
    - Димбовіца (в Будешть)
      - Колентіна (в Черніка)

    - Сабар (біля Валя-Драгулуй)
    - Няжлов (біля Комана)

  - Ведеа (біля Джурджу)
  - Янтра (біля Свіштов)
  - Олт (біля Турну-Мегуреле)
    - Олтетс (в Фелкою)
    - Чібін (в Телмачу)

  - Осам (біля Нікопол)
  - Віт (біля Гулянці)
  - Іскир (біля Гиген)
  - Огоста (біля Козлодуй)
  - Джіу (біля м. Бекет)
    - Амарадья (біля Крайова)
    - Мотру (біля Філіаші)
    - Джілорт (в Іонешть)

  - Тімок (біля Брегово)
  - Нера (біля м.Біла Црква)
  - Караш (біля м. Біла Црква)
  - Тіміш (в м.Панчево)
    - Бьрзава (в Ботош)

  - Велика Морава (біля Смедереве)
    - Південна Морава (біля м.Крушевац)
    - Західна Морава (біля м. Крушевац)
      - Ібар (в м. Кралево)

  - Сава (в Белграді)
    - Колубара (біля м.Обреновац)
    - Босут (біля Равне)
    - Дрина (біля Бієліна)
      - Лім (біля Вишеград)
      - Тара (біля Фоча)

    - Босна (в Шамац)
    - Врбас (в м.Србац)
    - Уна (в Ясеноваці)
      - Сана (в м. Нові-Град)

    - Лоня-Требеж (біля Липовлян)
      - Чесма (біля м.Поповача)

    - Купа (в Сисак)
      - Глина (біля Ґліна)
      - Корана (в Карловац)
      - Добра (біля Карловац)

    - Крка (в Брежиці)

  - Тиса (біля м.Тітел)
    - Муреш (в Сегед)
      - Тирнава (біля Теюш)
        - Тирнава-Маре (в Блаж)
        - Тирнава-Міка (в Блаж)

      - Арьєш (біля Лудуш)

    - Кріш (біля Чонград)
      - Крішул-Репеде (біля Дьомаендрйод)
        - Баркау (в Сегхалом)

      - Крішул-Алб (біля Дьюла)
      - Крішул-Негру (біля Дьюла)

    - Задьва (в Солнок)
    - Шайо (в Тисауйварош)
      - Горнад (біля Мішкольц)

    - Бодрог (в Токай)
      - Ондава (біля Цейков)
      - Латориця (біля Цейков)
        - Лаборець (біля Оборін)
          - Уж (біля Павловце-над-Угом)
          - Ціроха (в Гуменне)

        - Стара
        - Вича
        - Коропець

    - Красна (в м.Вашарошнамень)
    - Сомеш (біля м. Вашарошнамень)
      - Сомешул-Мік (в Деж)
      - Сомешул-Маре (в Деж)
        - Шьєу (в Беклян)
          - Бистриця (біля Бистриця)

  - Драва (біля Осієк)
    - Мур (біля Леград)
      - Ледава (біля с.Мурасземенє)
      - Щавниця (в Разкрижє)
      - Сулм (біля м. Лейбніц)
      - Мюрз (в Брук-ан-дер-Мур)

    - Бедня (біля с.Малі-Буковець)
    - Ґурк (біля м.Фелькермаркт)
    - Ґаіл (в м.Філлах)

  - Шіо (біля Сексард)
    - Балатон (в Шіофок)
      - Зала (біля м.Кестхей)

  - Іпель (в м.Сзоб)
  - Грон (біля Естерґом)
  - Ваг (в Комарно)
    - Нітра (біля Комарно)
    - Малий Дунай (в м. Коларово)
      - Притоки Дунаю (в Братислава)

    - Орава (в с.Кральовані)

  - Раба (біля Дьйор)
  - Лейта (біля Мошонмадяровар)
  - Морава (в Братислава-Девін)
    - Диє (біля Хоенао)
    - Бечва (біля Пршеров)

  - Відень (в Відень)
  - Камп (в Графенверт)
  - Ібс (в м.Ібс-на-Дунаї)
  - Енс (в Енс)
  - Траун (в Лінц)
  - Інн (в Пассау)
    - Ротт (в м.Шердінг)
    - Зальцаха (в м.Хаймінг)
      - Заалах (в м.Фрайлассінг)

    - Циллер (в Мюнстер)

  - Вілс (в м.Фільсхофен-на-Дунаї)
  - Ізар (біля м.Деггендорф)
    - Ампер (Аммер) (біля м.Мосбург)
    - Лойзах

  - Ґросе Лябер (Великий Лябер) (біля Штраубінг)
  - Реген (в м.Регенсбург)
  - Нааб (біля м.Регенсбург)
    - Вілс (в Калльмюнц)

  - Альтмюль (в Кельхайм)
  - Абенс (біля м.Нойштадт-на-Дунаї)
  - Паар (біля м.Фобург)
  - Лех (біля м.Донауверт)
    - Вертах (в м.Аугсбург)

  - Верніц (в м.Донауверт)
  - Бренц (в м.Лауінген)
  - Блау (в Ульм)
  - Іллер (в Ульм)
  - Рис (біля Ербах-ан-дер-Донау)

### ВУкраїні

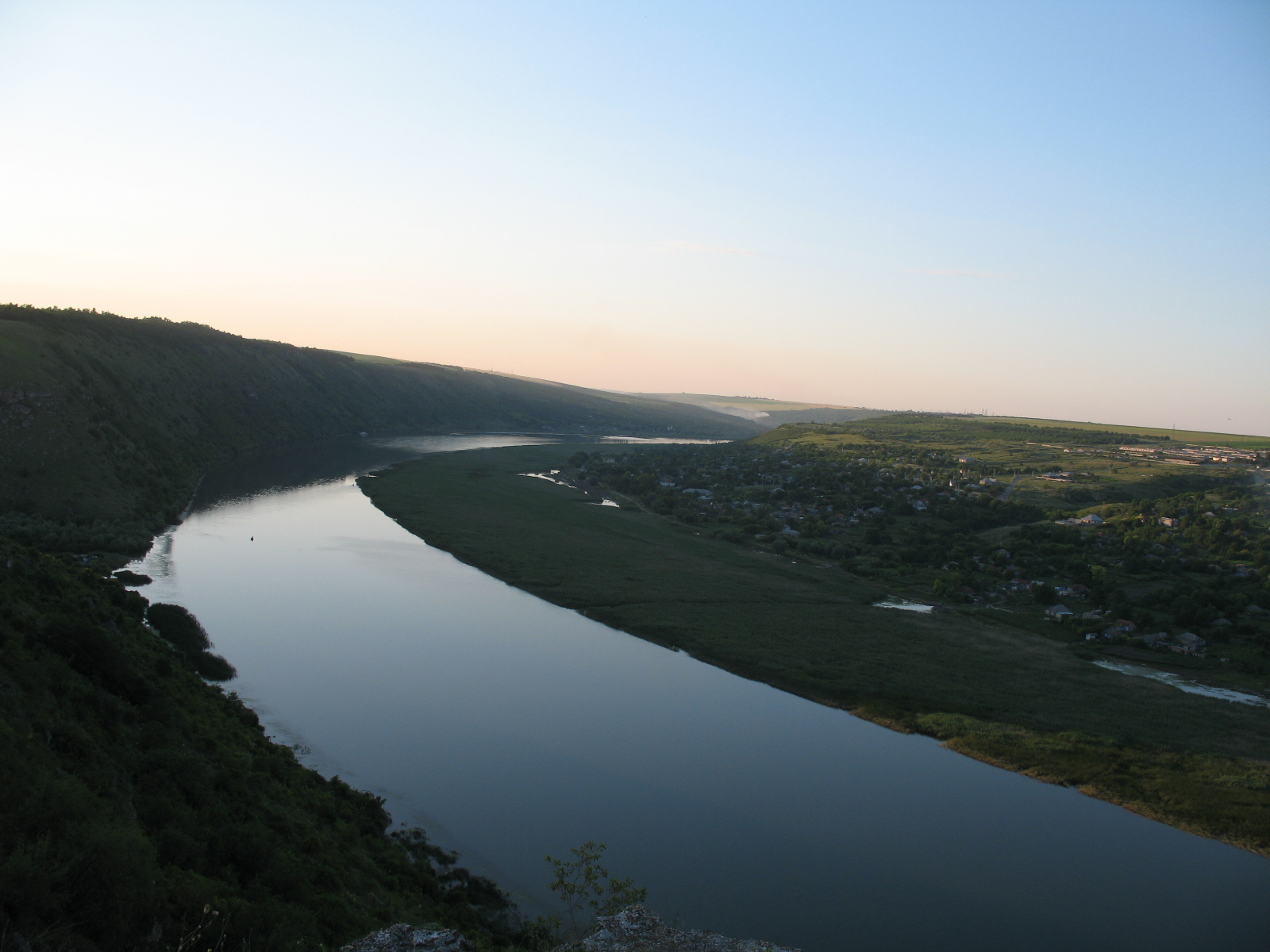
Річка Дністер біля Ципово в Молдові

- Дністер (біля Білгород-Дністровський) — Україна, Молдова, Придністров'я
  - Стрий (через м.Стрий і м.Львів)
  - Збруч (біля Хотин)
  - Тисмениця
  - Серет (біля Заліщики)
  - Бистриця (біля м.Івано-Франківськ)
- Південний Буг (біля м.Миколаїв)
  - Інгул (в м.Миколаїв)
- Дніпро (біля Херсону) — Росія, Білорусь, Україна
  - Інгулець (біля Кропивницького)
  - Базавлук (біля м. Покров)
  - Білозерка (біля м. Нікополь)
  - Кінська (біля м. Запоріжжя)
  - Самара (біля м. Дніпра)
  - Ворскла (біля м. Верхньодніпровська)
  - Псел (в м.Кременчук)
  - Сула (біля м. Кременчук)
  - Супій (біля м.Черкаси)
  - Тясмин (біля Чигирина)
  - Рось (біля м.Канів)
  - Трубіж (в м.Переяслав)
  - Стугна (біля м.Київ)
  - Десна (біля м.Київ)
    - Остер (біля Остер)
    - Сейм (в Сосниця)
    - Судость (на північ від м.Новгород-Сіверський)

  - Ірпінь (біля Києва)
  - Тетерів (біля м.Чорнобиль)
  - Прип'ять (біля м. Чорнобиль)
    - Горинь
      - Случ (біля Новоград-Волинський)

  - Сож (в Лоєв, Білорусь)
  - Березина (біля Річиця, Білорусь)
    - Свіслоч (біля м. Осиповичі, Білорусь)

  - Друть (в Рогачов, Білорусь)
- Салгир (впадає в Сиваш, північно-східний Крим)

### В Росії

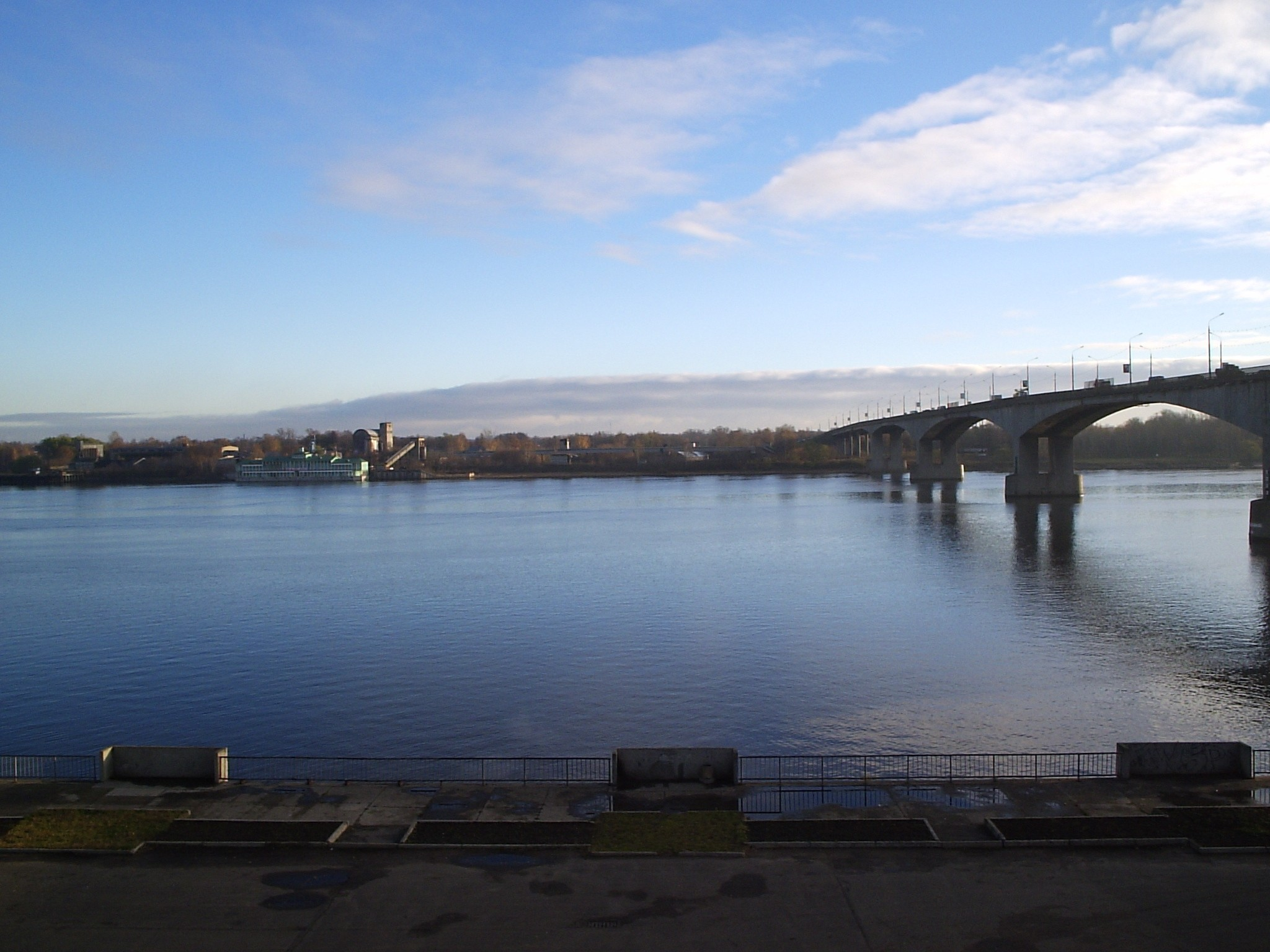
Річка Волга в м.Ярославль (осінній ранок)

- Міус (в Азовське море біля м.Таганрог) — Росія, Україна
- Дон (в Азовське море біля м. Азов)
  - Манич (на схід від м.Ростов-на-Дону)
  - Сал (в м.Семикаракорськ)
  - Сіверський Донець (біля м.Семикаракорськ)
  - Воронеж (біля м.Воронеж)
- Кубань (в Азовське море біля м.Темрюк)
  - Велика Лаба (в м.Усть-Лабінськ)

## Північне море
Річки в цьому розділі наведено за годинниковою стрілкою вздовж узбережжя Північного моря, починаючи від Бергена, Норвегія.

### У Норвегії
- Гломма (впадає в Осло-фіорд в Фредрікстад)
  - Ворма (витікає з озера М'єса в Гломма далі в Онес)
    - Ґудбрандсдалшльоген (впадає в озеро М'єса в Оппланні)
      - Отта (в Оппланн у Ґудбрандсдалшльоген в Отта)

  - Ренаельва (у Гедмарк у Гломма в Омут)
- Нумедалсшльоген (у Ларвік, Вестфол)
- Галлінгдалсельва (через Галлінгдал в озеро Кредерен, Бускерюд)
- Бенга (у Бускерюд)
- Драмменсельва (впадає в Осло-фіорд у Драммен, Бускерюд)
- Шієн (у Месватн, Телемарк)
- Тінн (у Месватн, Телемарк)
- Нідельва (в Арендал, Агдер)
- Отра (у Крістіансанн, Вест-Агдер)

### У Швеції
- Гета-Ельв (впадає в протоку Каттегат в м.Гетеборг)
  - Озеро Венерн
    - Кларельвен (впадає в озеро Венерн біля м.(Карлстад))
- Віскан (впадає в протоку Каттегат біля Варберг)
- Етран (впадає в протоку Каттегат в Фалькенберг)
- Ніссан (впадає в протоку Каттегат в м.Гальмстад)
- Лаган (впадає в протоку Каттегат біля Лахольм)

### У Данії
- Гудено (впадає в протоку Каттегат біля м.Раннерс)
- Скєрн-О (біля Скєрн)

### У Німеччині
- Айдер (в м.Тйоннінг)
- Ельба (біля м.Куксгафен) — Чехія, Німеччина Ельба в м.Дрезден
  - Осте (біля м.Оттендорф)
  - Штор (біля м.Ґлюкштадт)
  - Ільменау (біля м.Вінзен)
  - Локніц (біля м.Доміц)
    - Ельде (біля м.Ленцен)

  - Алянд (в м.Шнакенберг)
  - Штепеніц (в м. Віттенберг)
  - Гафель (біля м.Гафельберг)
    - Доссе (біля Кульхаузен)
    - Рін (біля м.Варнау)
    - Шпрее (в м. Берлін — округ Шпандау)
      - Даме (в м. Берлін — округ Копенік)

  - Оре (біля м. Бург)
  - Заале (в м. Барби)
    - Боде (в м. Нінбург)
    - Вайсе-Ельстер (біля м. Галле)
      - Пляйсе (в м.Лейпциг)

    - Унштрут (біля м.Наумбург)
    - Ільм (в Гросгерінгені)

  - Мульде (в м.Дессау)
    - Цвікауер Мульде (біля м.Колдіц)
      - Кемнітц (біля м.Вексельбург)

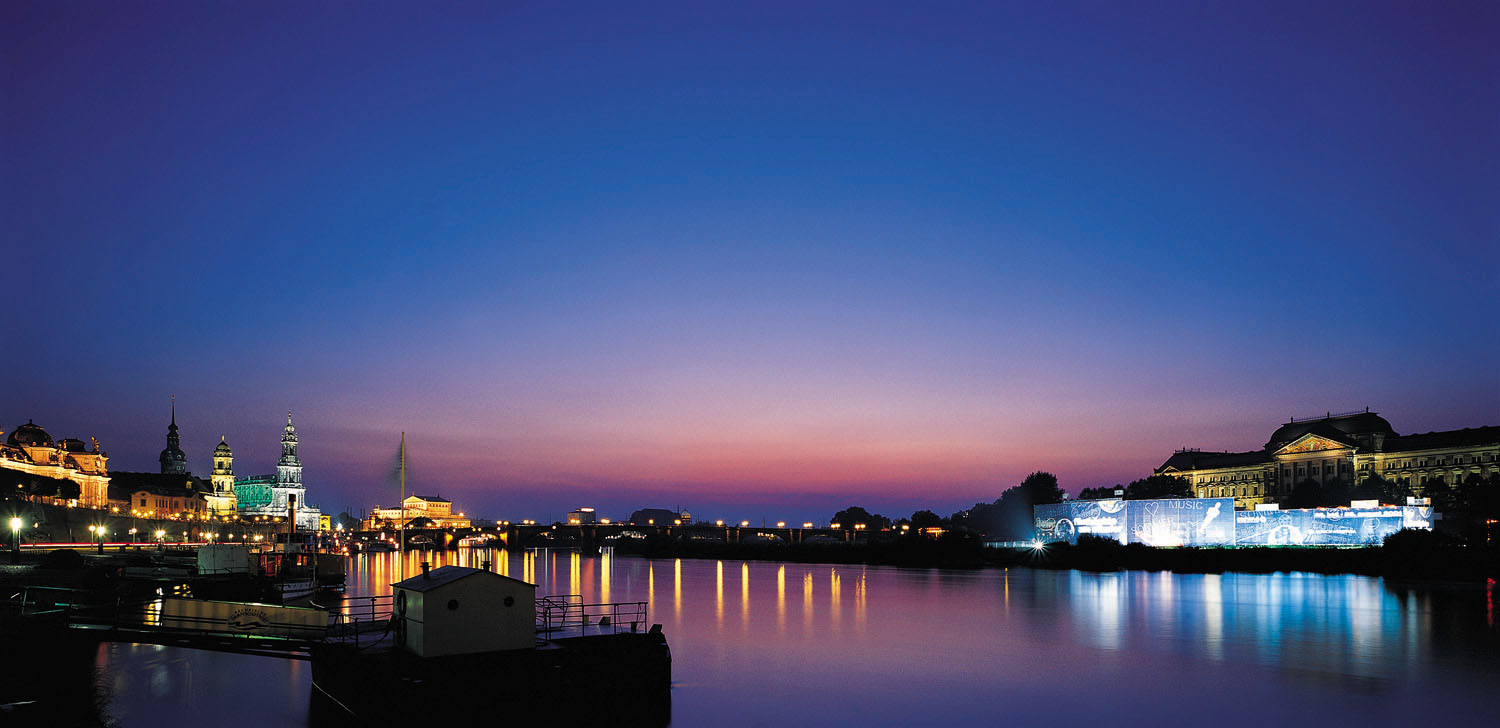
Ельба в м.Дрезден

    - Фрайбергер-Мульде (біля м.Колдіц)
      - Чопау (біля м.Дебельн)

  - Шварце-Ельстер (біля м.Віттенберг)
  - Плоучніце (в м.Дечин)
  - Біліна (в м.Усті-над-Лабем)
  - Огрже (в м.Літомержіце)
  - Влтава (в м. Мелнік)
    - Бероунка (біля м.Прага)
    - Лужніце (в м.Тін-над-Влтавов)

  - Джізера (біля м.Челаковіце)
  - Цідліна (біля м. Подєбради)
  - Орліце (в м.Градець-Кралове)

- Везер (біля м.Бремергафен)
  - Хунте (в м.Ельсфліт)

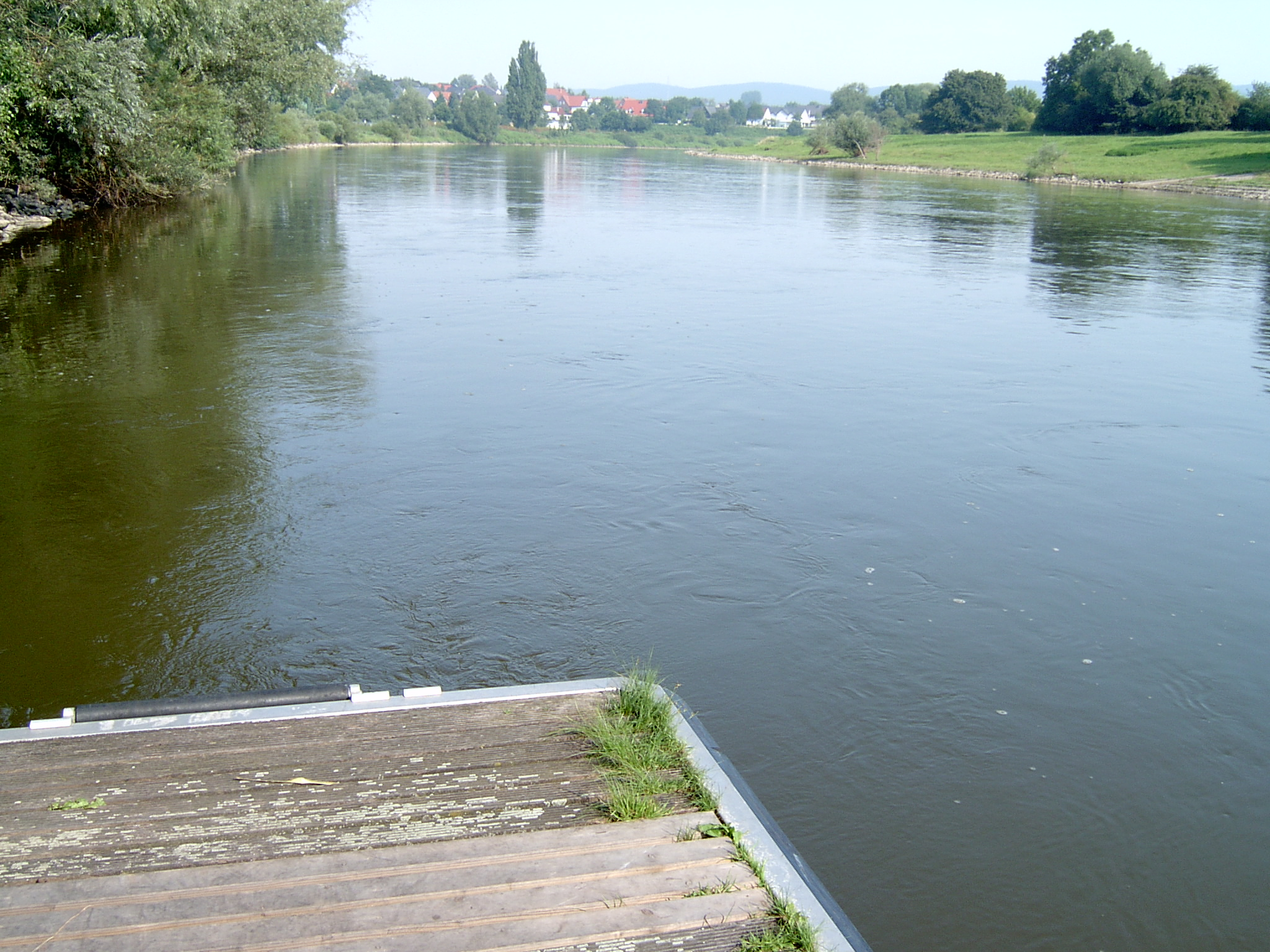
Річка Вазер біля Бад-Ейнгаузен

  - Лізум (в м.Бремен- округ Вігезак)
    - Хамме (в м.Ріттергуде)
    - Вюмме (в м.Ріттергуде)

  - Аллер (біля м.Ферден-ан-дер-Аллер)
    - Ляйне (біля м.Швармштедт)
      - Іннесте (біля м.Зарштедт)

    - Фузе (в м.Целле)
    - Окер (в м. Мюден)
      - Шунтер (біля м.Брауншвейг)

  - Вєрр (в м.Бад-Ейнгаузен)
  - Дімель (в м.Бад-Карлсгафен)
  - Фульда (в м.Ханн Мюден)
    - Ідер (в м.Едермюнде)
      - Швальм (біля м.Едермюнде)

  - Верра (в м.Ханн Мюден)
- Емс (біля м.Делфжейл) — Німеччина, Нідерланди
  - Хазе (в м.Меппен)

### У Нідерландах (Голландії)

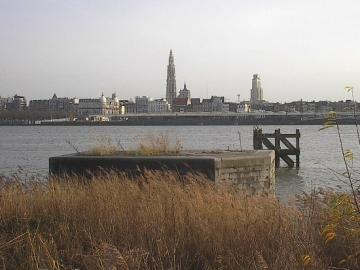
р.Шельда(м.Антверпен)

### У Великій Британії

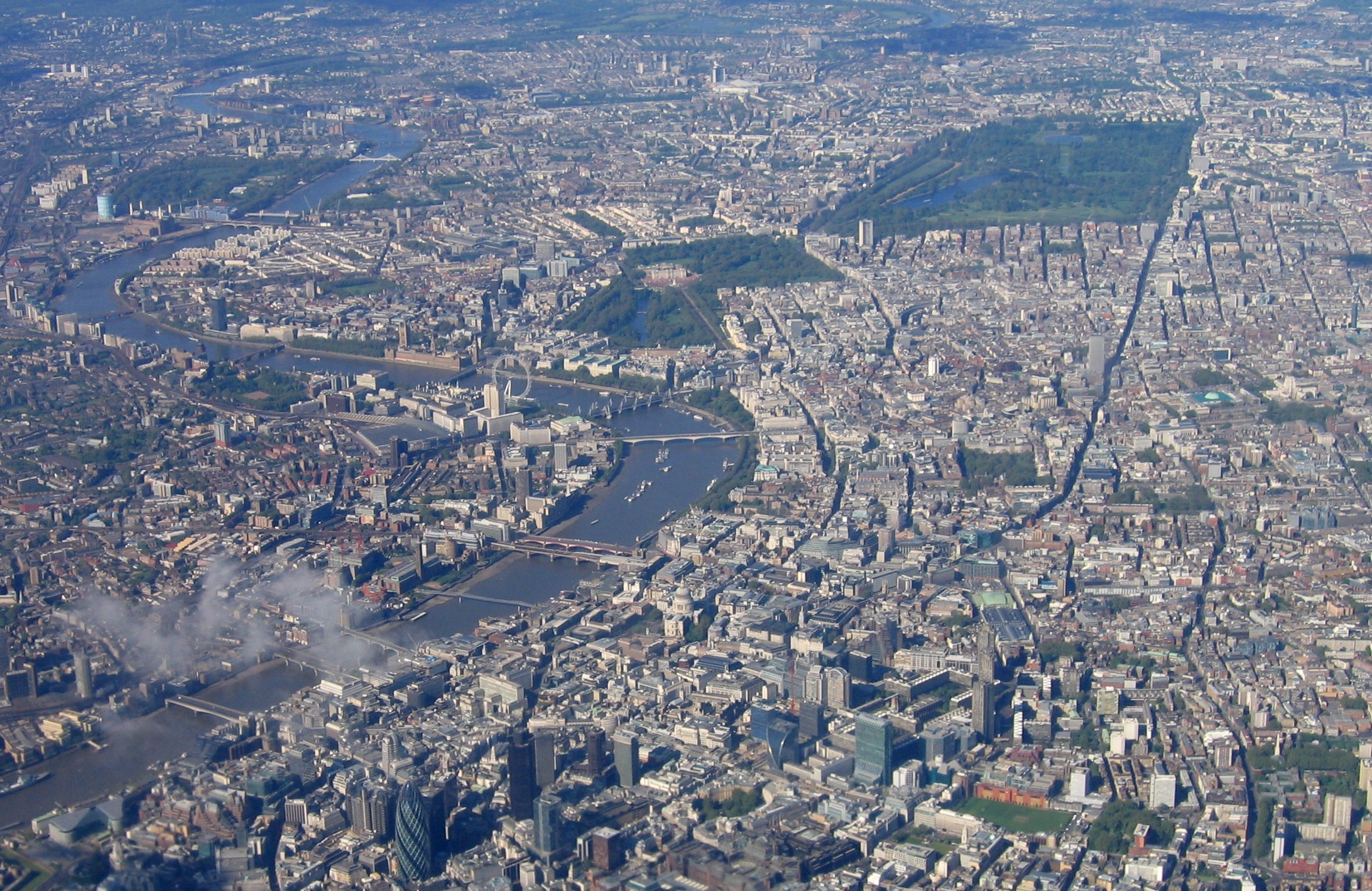
Вид з повітря на р.Темза(Лондон)

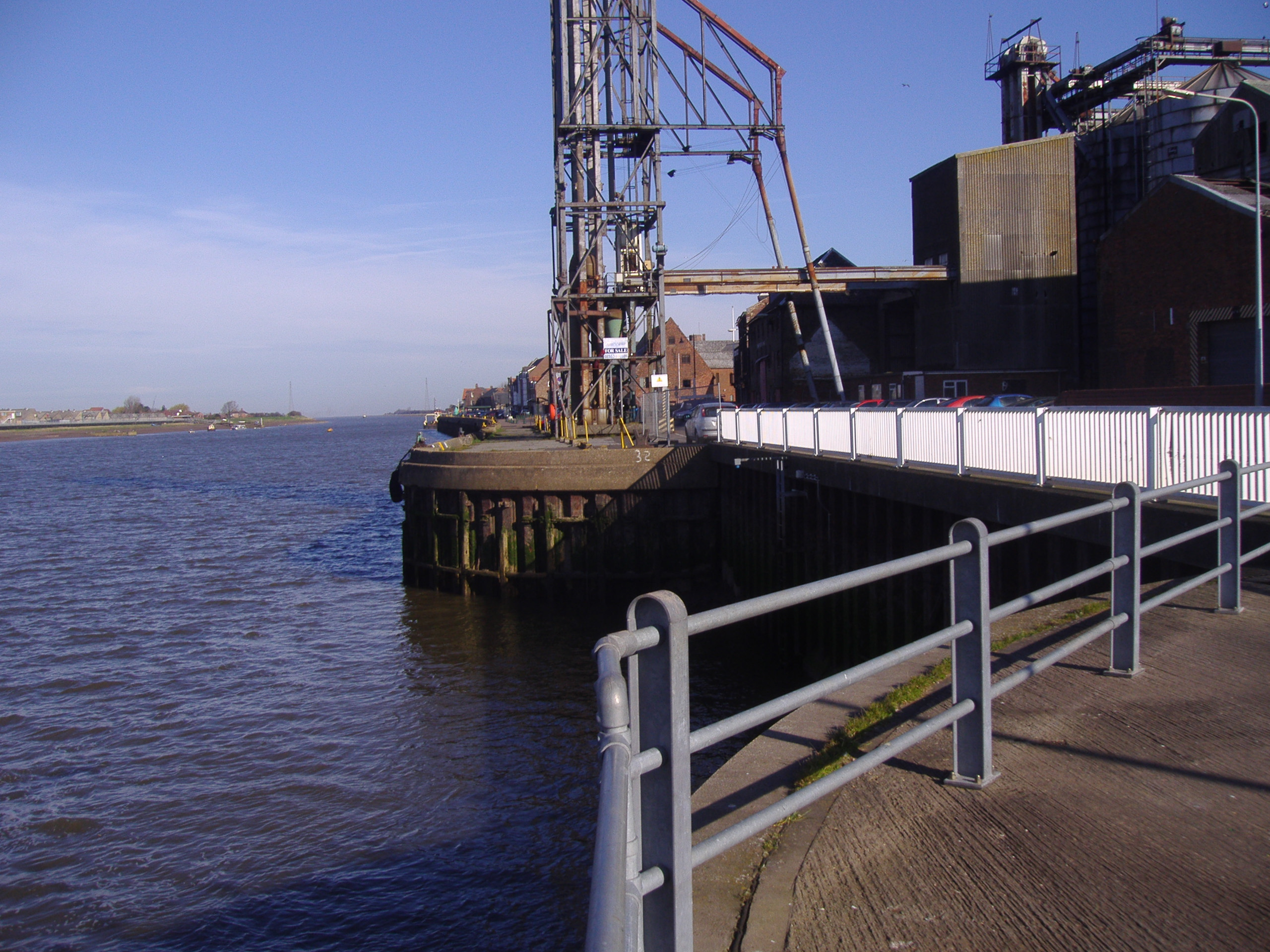
Гирло р. Ґайвуд

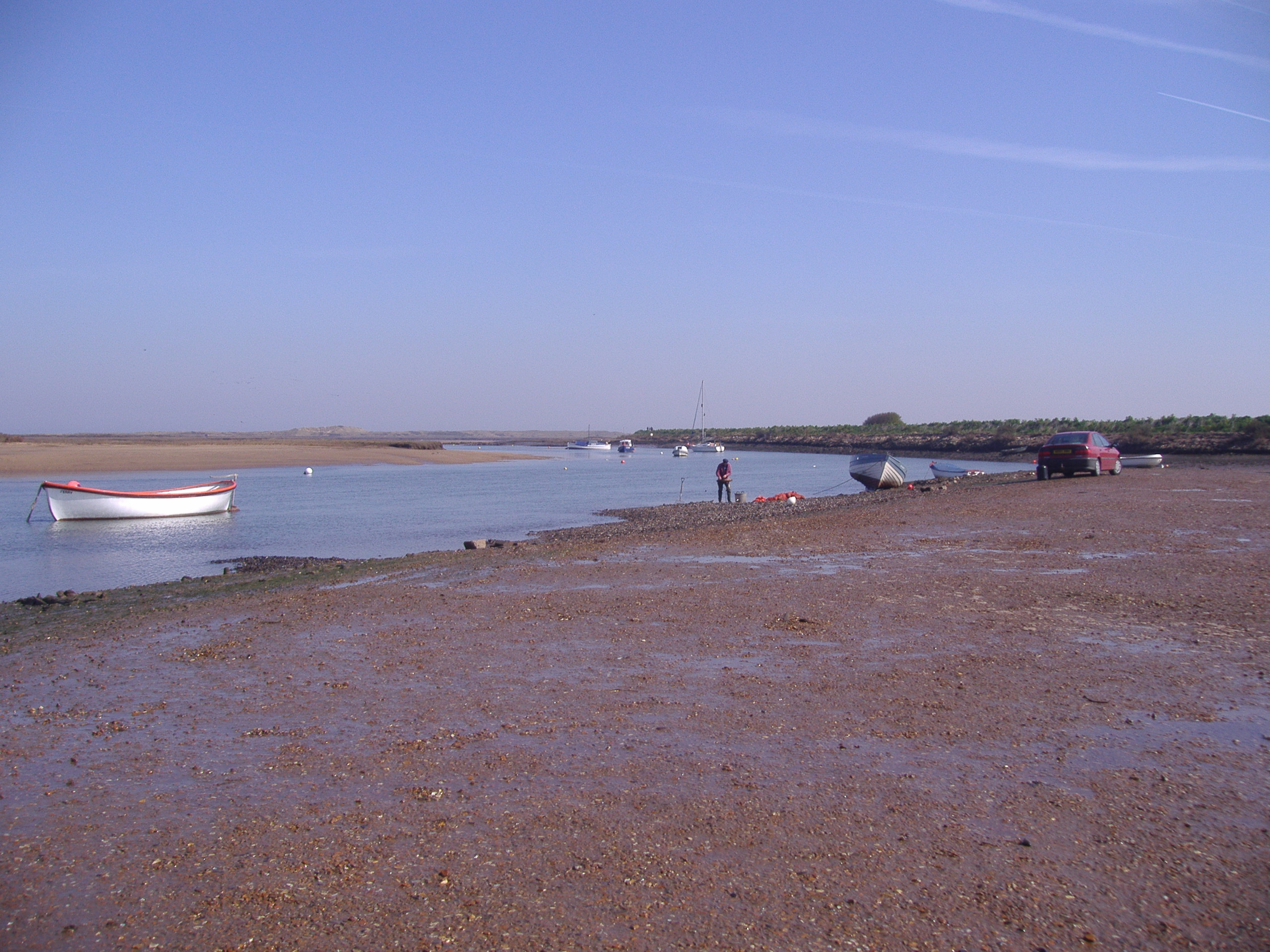
Гирло р. Барн в м.Норфолк

### У Бельгії
- Ізер (в м. Ньївпорт)

### У Франції
- Aa (в м.Гравлін)

## Ла-Манш(Англійський канал)

### Північне узбережжя
Річки в цьому розділі сортуються з заходу (Лізард) на схід (Рамсгейт).

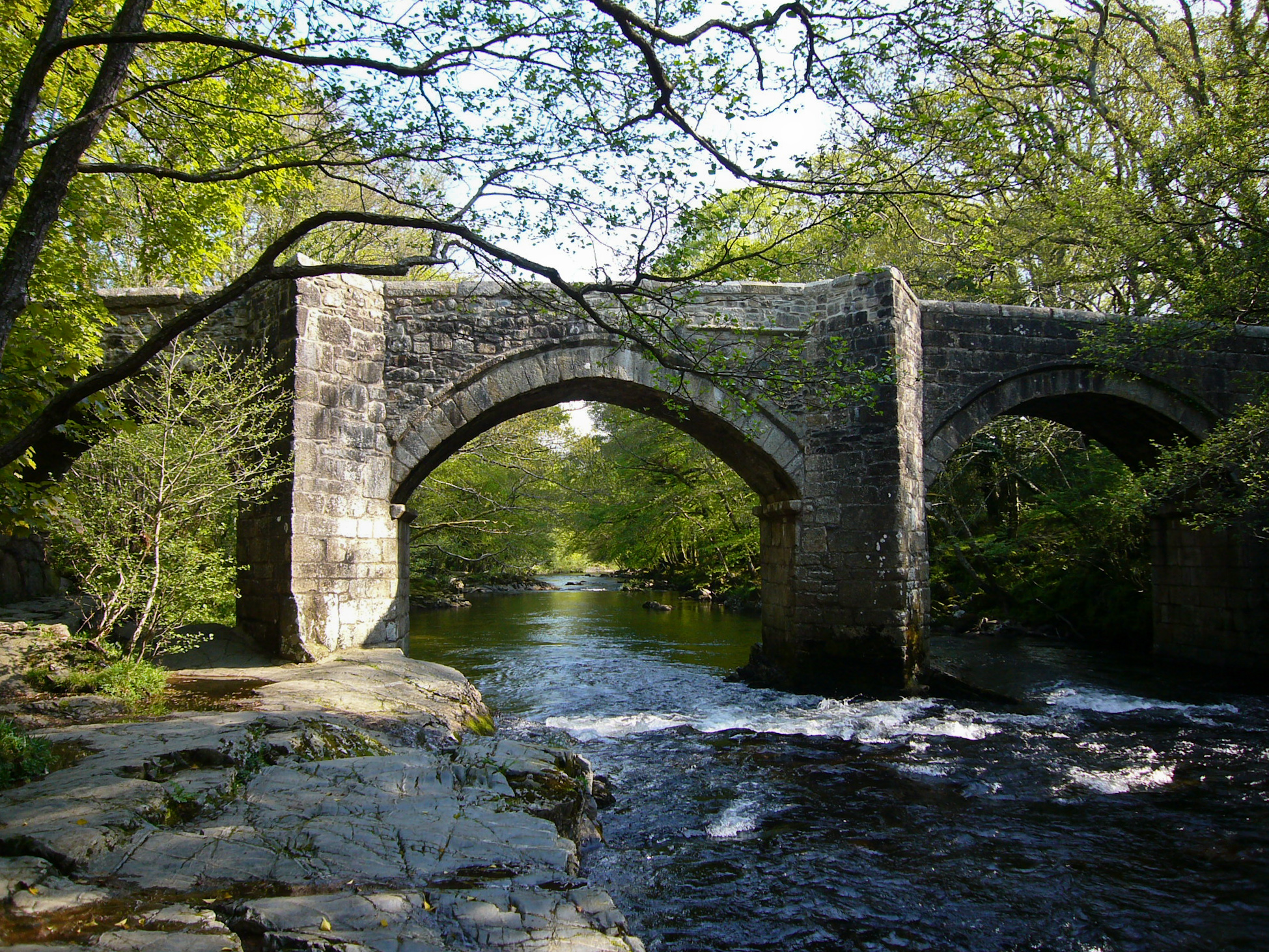
Річка Дарт

У Великій Британії:
- Фал (в Фалмут)
- Фой (в Фой)
- Теймар (біля Плімут)
  - Тейві (біля Плімут)
- Дарт (в Дартмут)
- Екс (в Ексмут)
- Стаур (в Крайстчерч)
- Ейвон (в Крайстчерч)
  - Боурн (в Солсбері)
- Адар (в Шорхем)
- Уз (в Ньюхейвен)
- Стур (біля Рамсгейт)

### Південне узбережжя
Річки в цьому розділі сортуються з сходу (Кале) на захід (Брест).
У Франції:
- Канші (біля Ле-Туке-Парі-Плаж)
- Уті (біля Берк)
- Сомма (біля Аббевіль)
- Сена (в Гавр) Сена в Парижі
  - Ріль (в Бервіль-сюр-Мер)
  - Ер (в Пон-де-л'Арш)
    - Ітон (біля Лув'є)

  - Епт (біля Вернон)

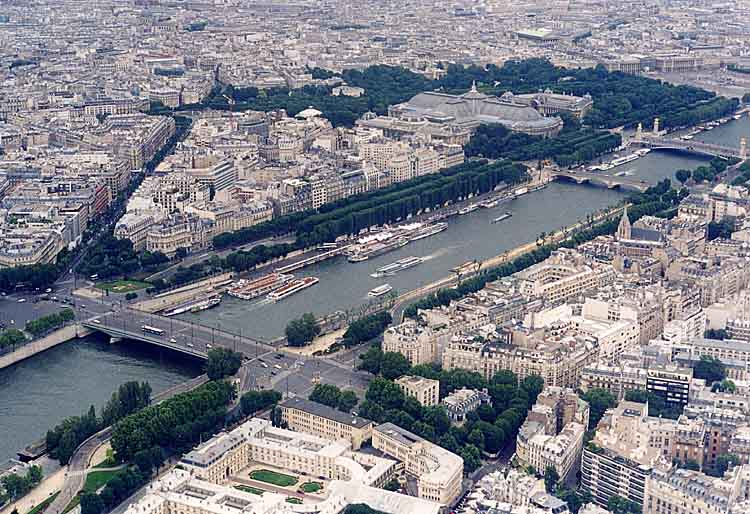
Сена в Парижі

  - Уаза (в Конфлан-Сент-Онорин, на захід від Парижа)
    - Ена (в Комп'єнь)
      - Вель (в Конде-сюр-Ен)
      - Ер (біля Гранпре)

  - Марна (в Іврі-сюр-Сен, на південний схід від Парижа)
    - Гранд Морін (біля Мо)
    - Су (в Вітрі-ле-Франсуа)
      - Орнен (в Парньї-сюр-Со)

  - Луан (біля Море-сюр-Луен)
  - Йонна (в Монтеро-Фо-Іонн)
    - Армансон (в Міженн)
    - Кюр (біля Вермантон)
    - Серен (в Бассу)

  - Уб (біля Ромії-сюр-Сен)
- Тук (в Довіль)
- Дів (в Кабур)
- Орн (в Уїстреам)
  - Одон (в Кан)
- Вір (в Ізіньї-сюр-Мер)
- Рансе (в Сен-Мало)

## Ірландське море

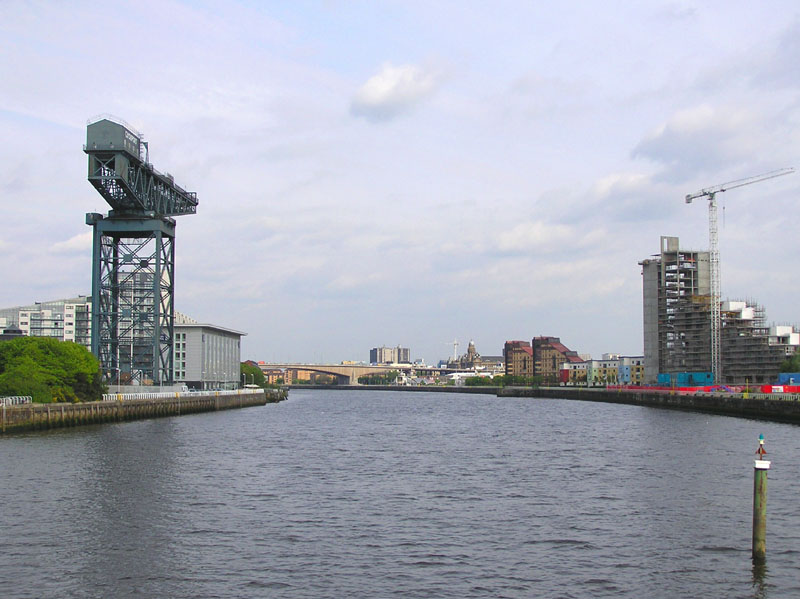
Клайд в Глазго

Річки в цьому розділі сортуються за годинниковою стрілкою, починаючи з (Малл оф Кінтаєр).

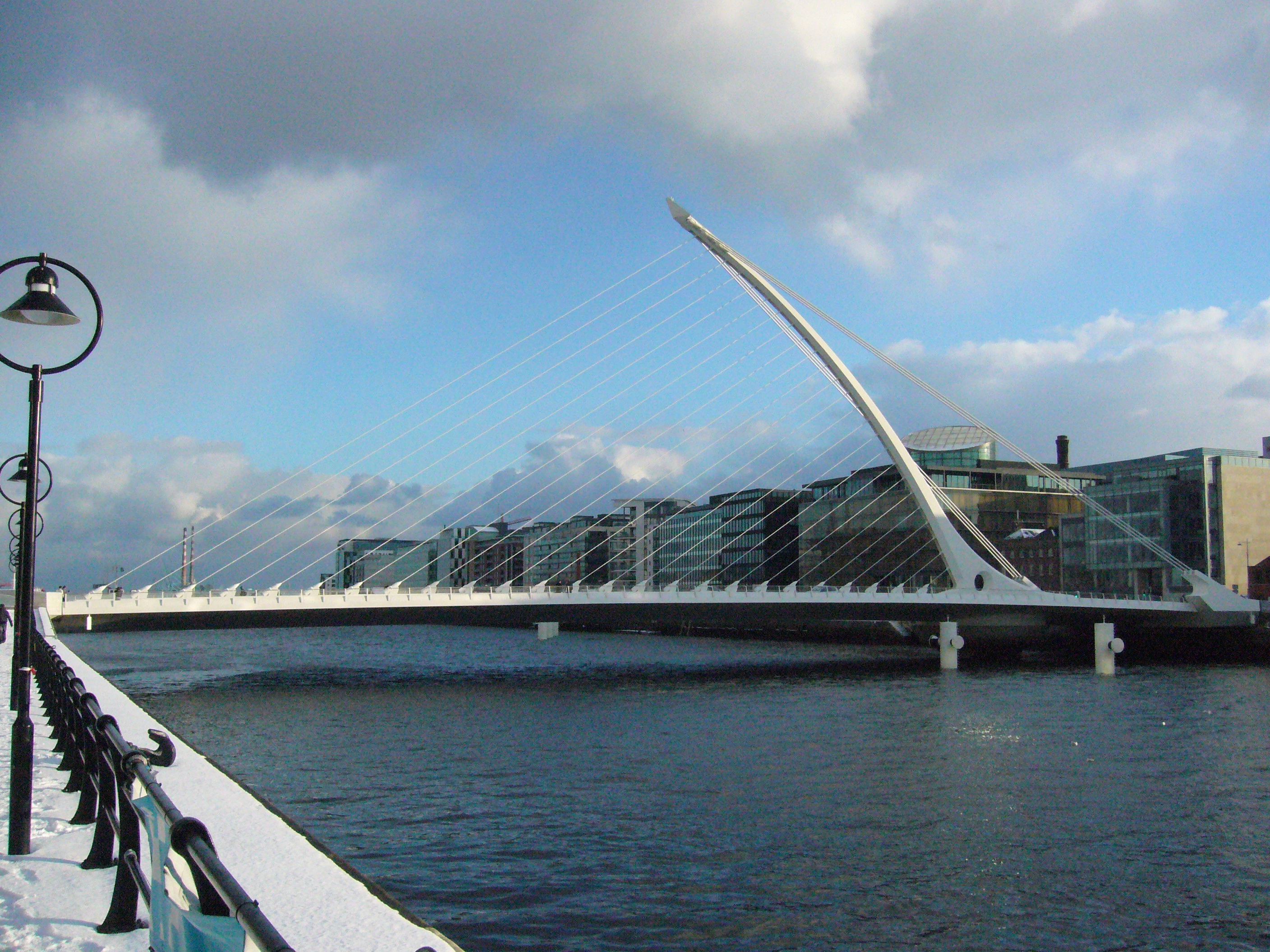
Міст Семюеля Беккета, що з'єднує північний і південний береги річки Ліффі у Дубліні

У Великій Британії:
- Клайд (біля Глазго)
- Ді (в Керкубрі)
- Іден (біля Карлайл)
- Рібл (в Літам Сент-Анн)
- Мерсі (біля Ліверпуль)
- Ірвелл (біля Ірлам)
- Ді (в Флінт)

В Ірландії:
- Слейні (в Вексфорд)
- Авока (в Арклоу)
- Ліффі (в Дублін)
- Бойн (в Дрогеда)
- Каслтаун (в Дандолк)

## Балтійське море
Річки в цьому розділі сортуються за годинниковою стрілкою, починаючи з Гельсінборг (Південна Швеція).

### У Швеції
- Мутала (в м.Норрчепінг)
- Далельвен (біля Євле)
  - Вестердалельвен (в м.Дьюрас)
  - Естердалельвен (в м.Дьюрас)
- Юснан (в м.Сйодерхамн)
- Юнган (біля Сундсвалль)
- Індальсельвен (біля Сундсвалль)
- Онгерманельвен (біля Крамфорс)
- Умеельвен (в Умео)
- Шеллефтеельвен (в Шеллефтео)
- Пітеельвен (в Пітео)
- Лулеельвен (в Лулео)
- Каліксельвен (в Калікс)
- Турнеельвен (в Торніо) — Швеція, Фінляндія

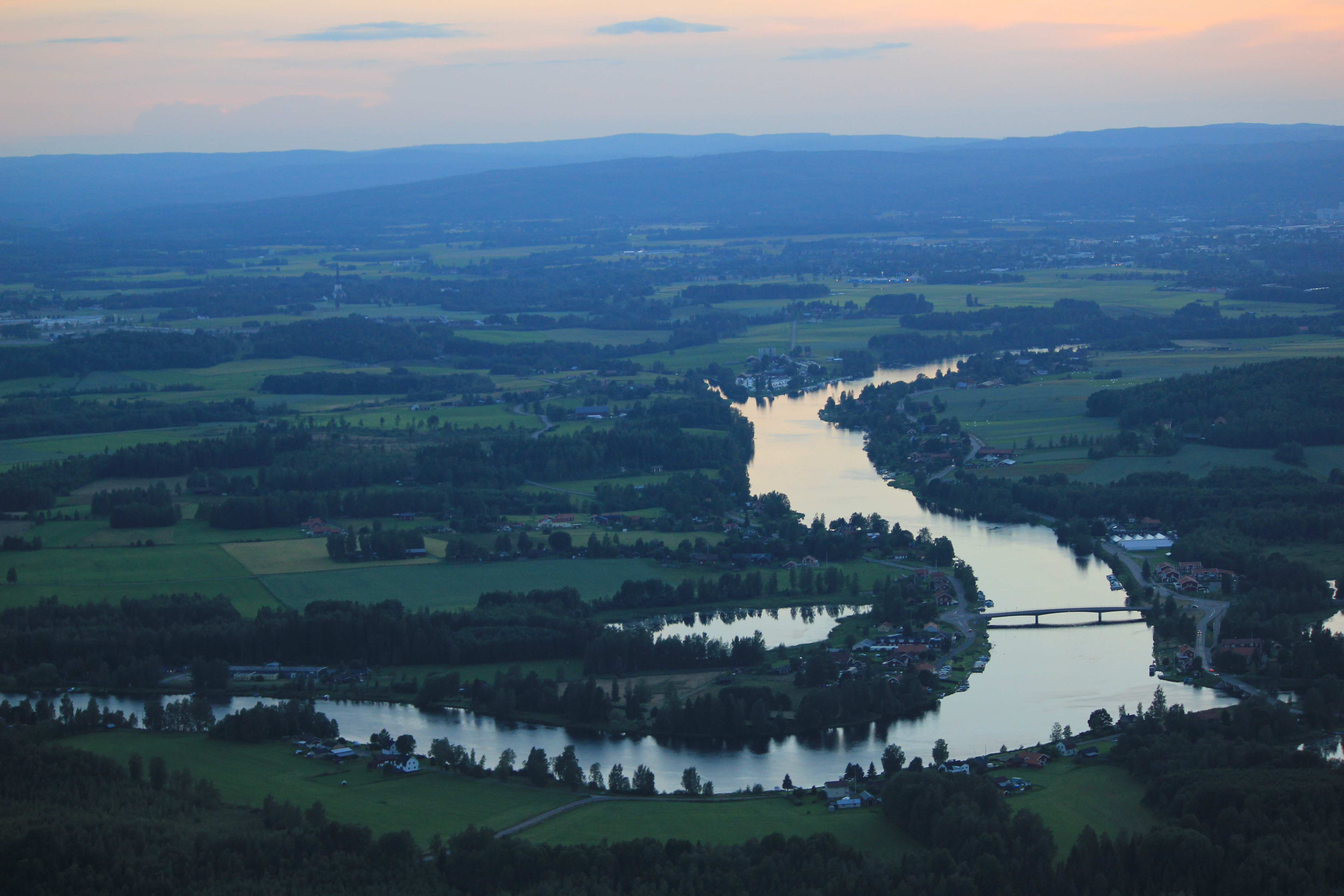
Далельвен (Dalälven) у Швеції

  - Тенґельіонйокі (в Аавасакса) — Фінляндія
  - Муоніоельвен (біля Паяла) — Фінляндія, Швеція
    - Кйонкямієно (біля Кааресуванто) — Фінляндія, Швеція
    - Летєсено (біля Кааресуванто) — Фінляндія

  - Лайніоельвен (біля Юносуандо) — Швеція

### У Фінляндії
- Кемійокі (в Кемі)
  - Оунасйокі (в Рованіемі)
    - Каккальйокі (біля Хетта)

  - Кітіньєн (біля Пелкосенніємі)
    - Луйро (біля Пелкосенніємі)
- Іййокі (біля Ій)
- Оулуйокі (в Оулу)
- Калайокі (в Калайокі)
- Кюронйокі (біля Вааса)
- Кокемяенйокі (в Порі)
- Аура-Йокі (в Турку)

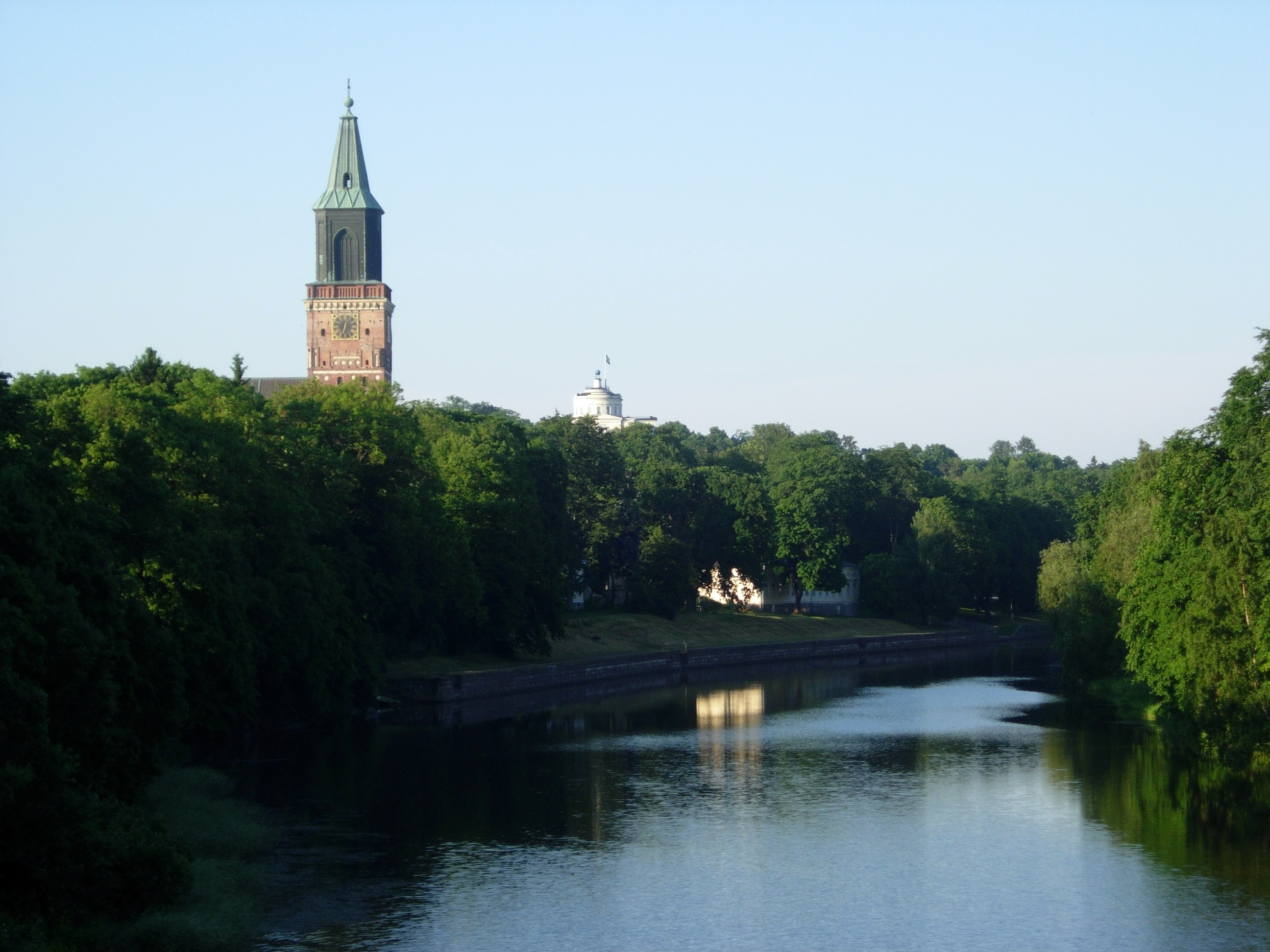
Аура-Йокі протікає повз кафедрального собору,
що в м.Турку

- Кумійокі (в Котка і біля Руотсінпімтаа)

### ВЕстонії

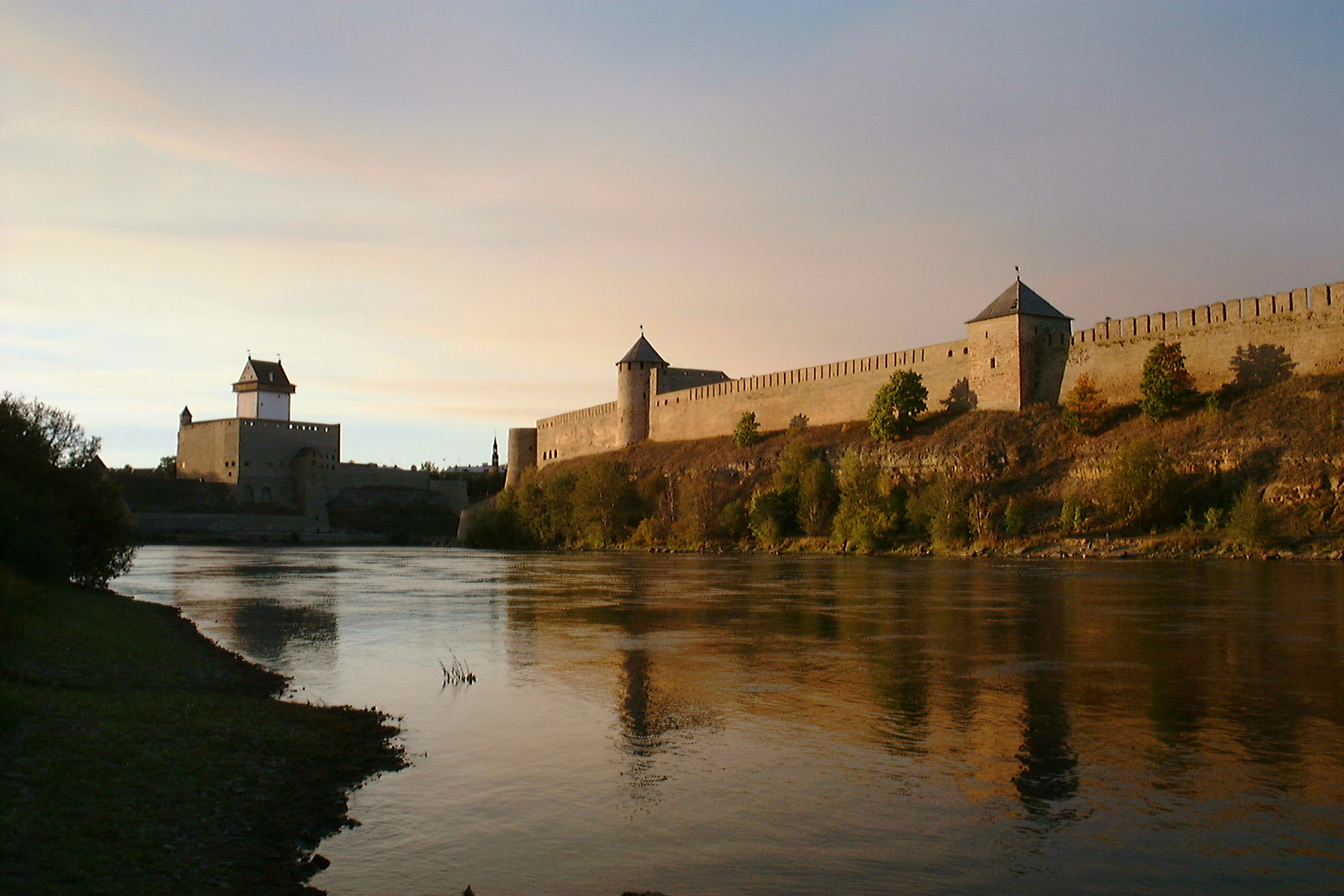
Річка Нарва, яка протікає між м.Івангород в Росії і м.Нарва в Естонії

- Нарва (в м.Нарва) — Естонія, Росія
  - Емайигі
    - Педья
    - Пилтсамаа
    - Вяйке Емайигі
    - Ахья

  - Виханду
  - Піуса — Естонія, Росія
  - Велікая (біля Псков) — Росія
  - Плюсса — Росія
- Валгейигі (Біла річка)
- Ягала (в Йиесуу)
- Піріта (в Таллінн)
- Кейла (в Кейла-Йоа)
- Казарі (в Матсалу)
- Пярну (в Пярну)
  - Навесті
    - Халлісте
      - Раунда

  - Реіу — Естонія, Латвія
    - Ура

  - Сауга

### УЛатвії

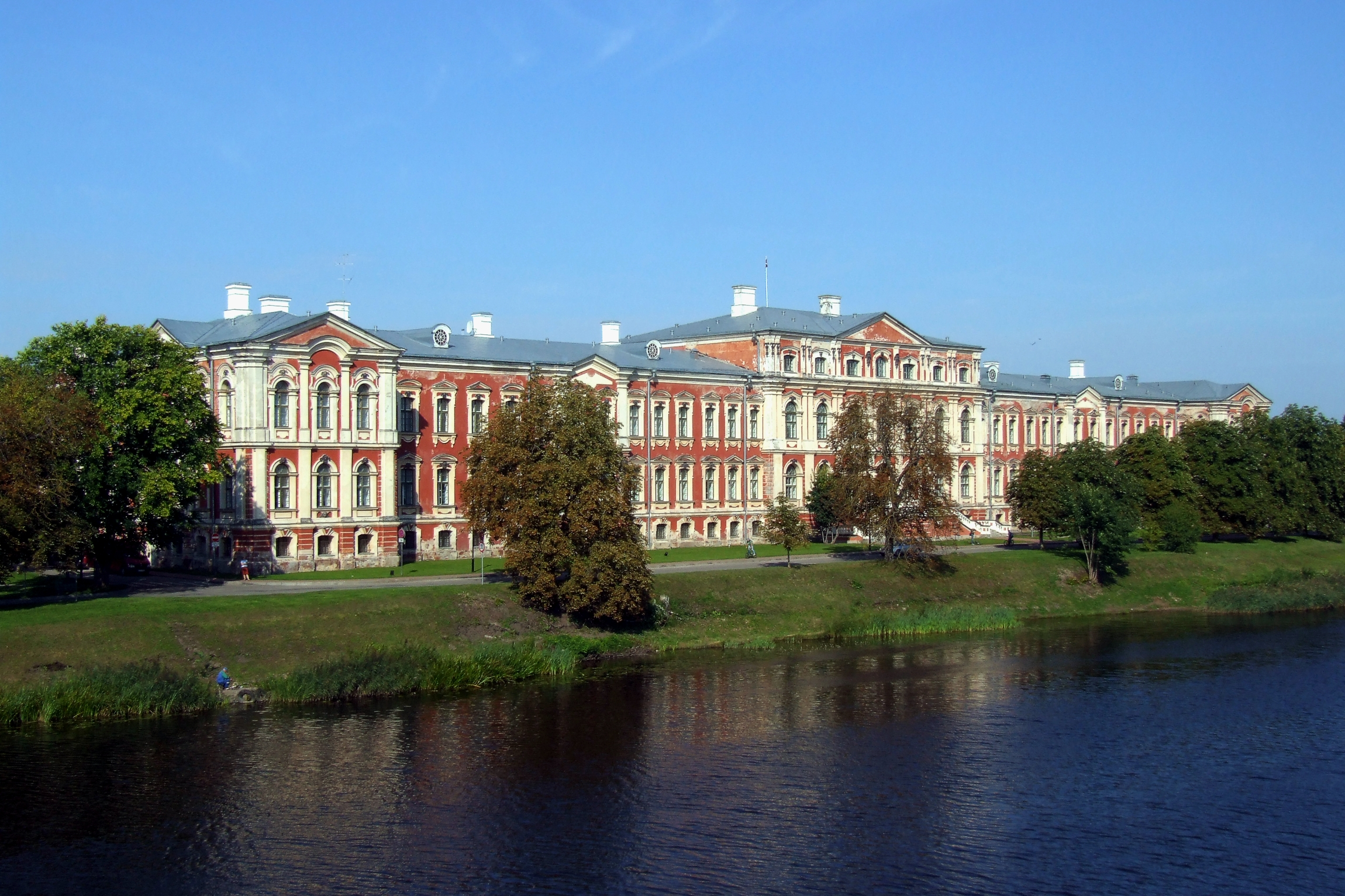
Лієлупе, що протікає повз Мітавського палацу

- Салаца (поруч з кордоном Естонії)
- Гауя (біля м.Рига) — Латвія (на кордоні Естонії)
- Даугава (Західна Двіна) (біля м.Рига) — Росія, Білорусь і Латвія
  - Айвіексте
- Лієлупе (біля м.Юрмала) — Латвія
- Вента (в м.Вентспілс) — Латвія, Литва
  - Абава

### УЛитві

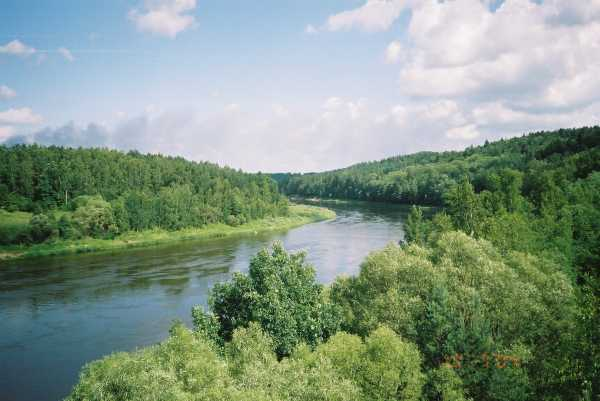
Річка Німан

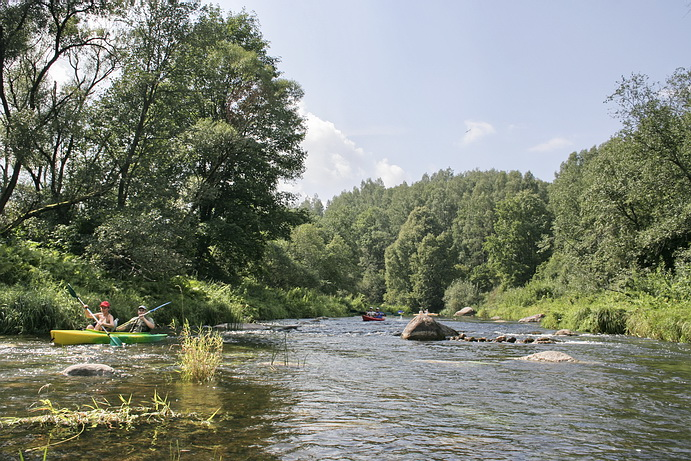
Річка Шірвінта

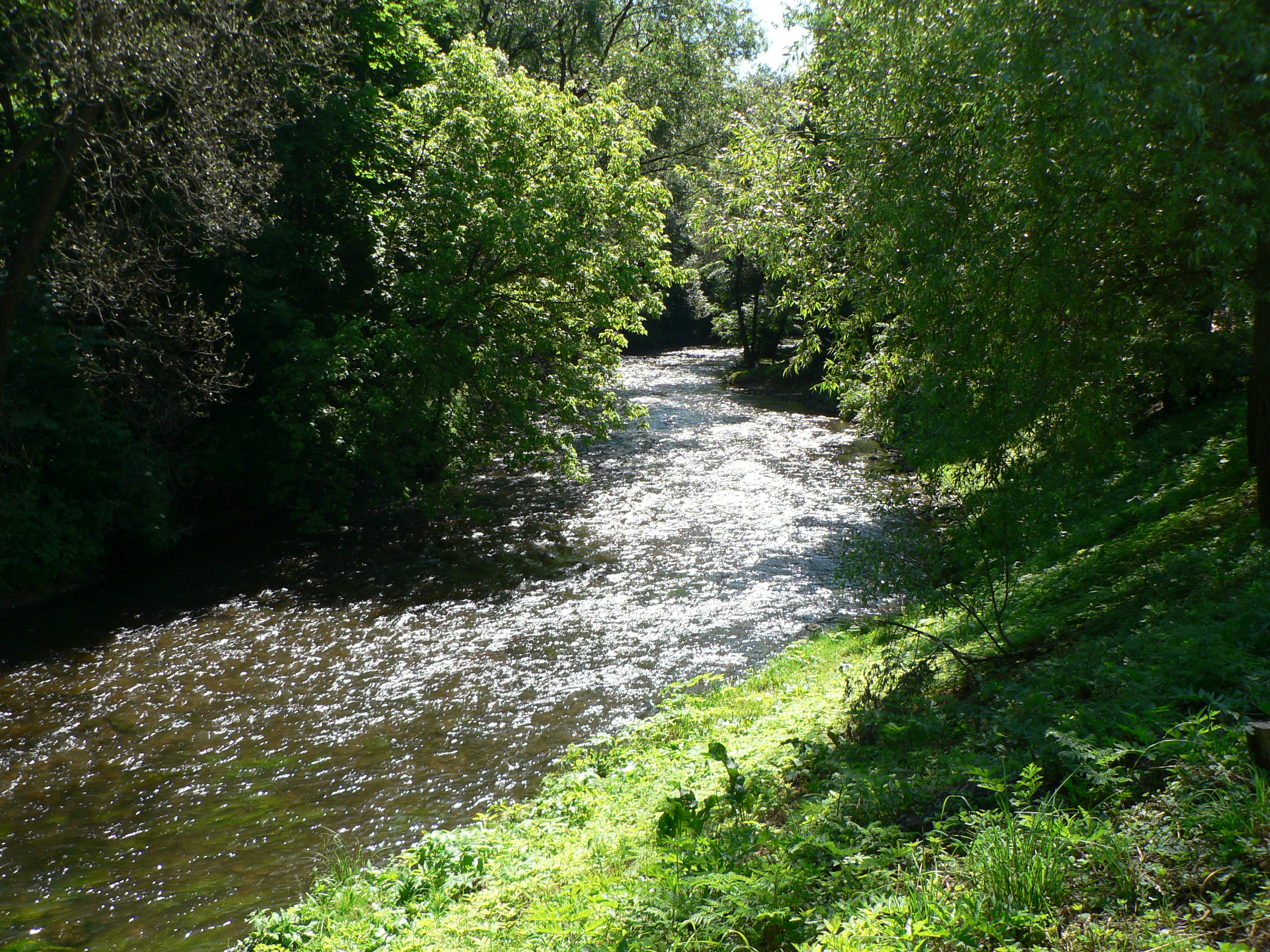
Річка Вільня

- Швентойі (у Швентойі)
- Акмяна-Денге (Денге) (в Клайпеда)
- Німан (біля Шилутє) — Білорусь, Литва, Росія
  - Мінія (біля Мис Вянте)
  - Юра (біля Німан)
    - Шяшувіс (біля Таураге)

  - Шешупе (біля Німан)
  - Мітува (біля Юрбаркас)
  - Дубіса (біля Средники)
  - Невежис (біля Раудондварис)
    - Шушве (біля Йосвайняй)

  - Няріс (в Каунас)
    - Швентої (в Йонава)
      - Шірвінта (між Упнінкай і Вепряй)

    - Вільня (в Вільнюс)
    - Жеймяна (12 км від Пабраде)

  - Мяркіс (біля Меркіне)
    - Ула (біля Перлойя)
    - Шальчя (біля Валькінінкай)

  - Котра

### У Польщі

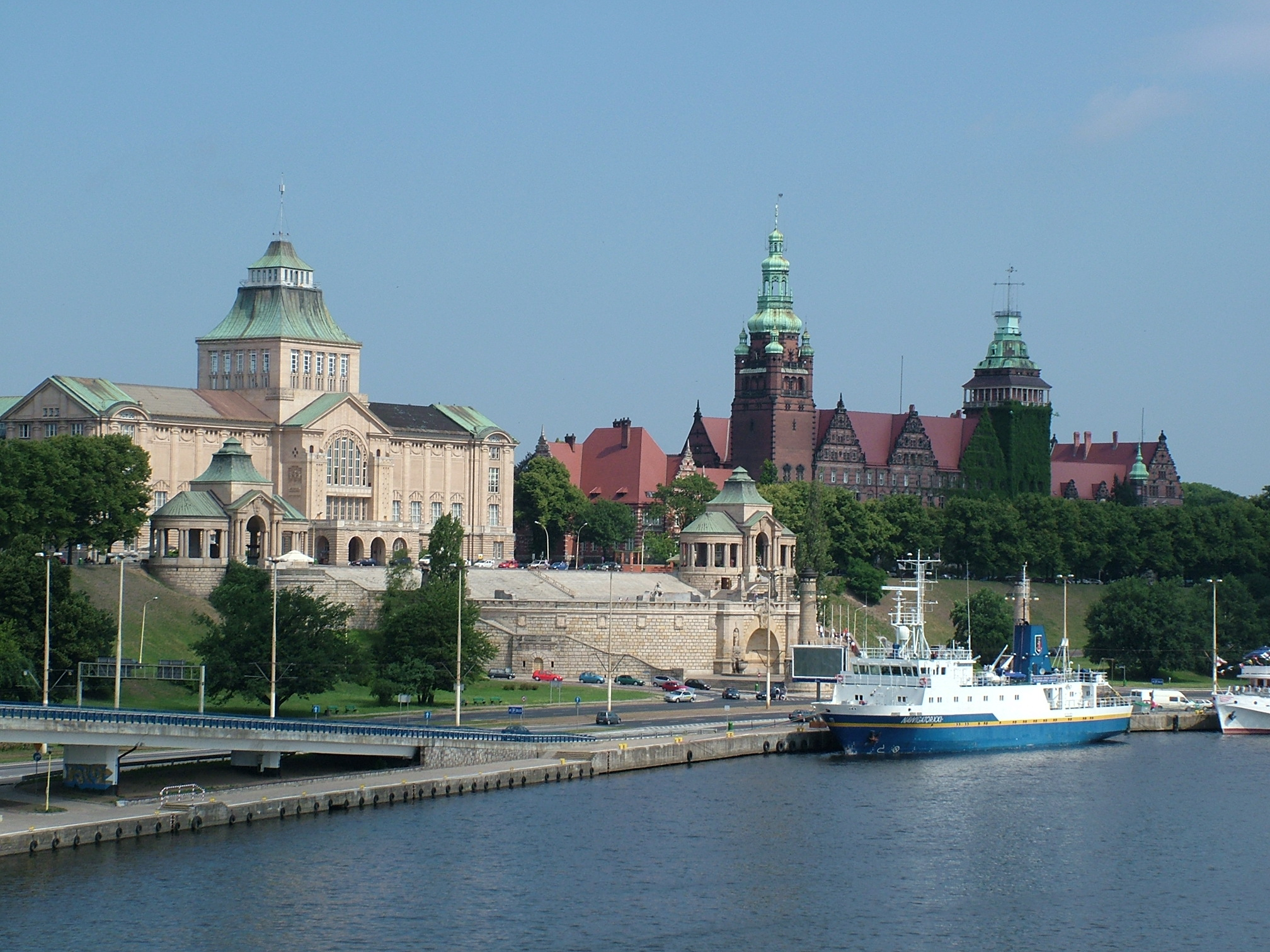
Одра в м.Щецин

- Пасленка (біля Бранево)
- Ногат (біля Ельблонг)
  - Притоки р. Вісли (біля Мальборк)

- Вісла (біля Гданськ)
  - Вда (в Хелмно)
  - Брда (в Бидгощ)
  - Дрвенца (біля Торунь)
  - Бзура (в Вишогруд)
  - Нарва (в Новий-Двір-Мазовецький)

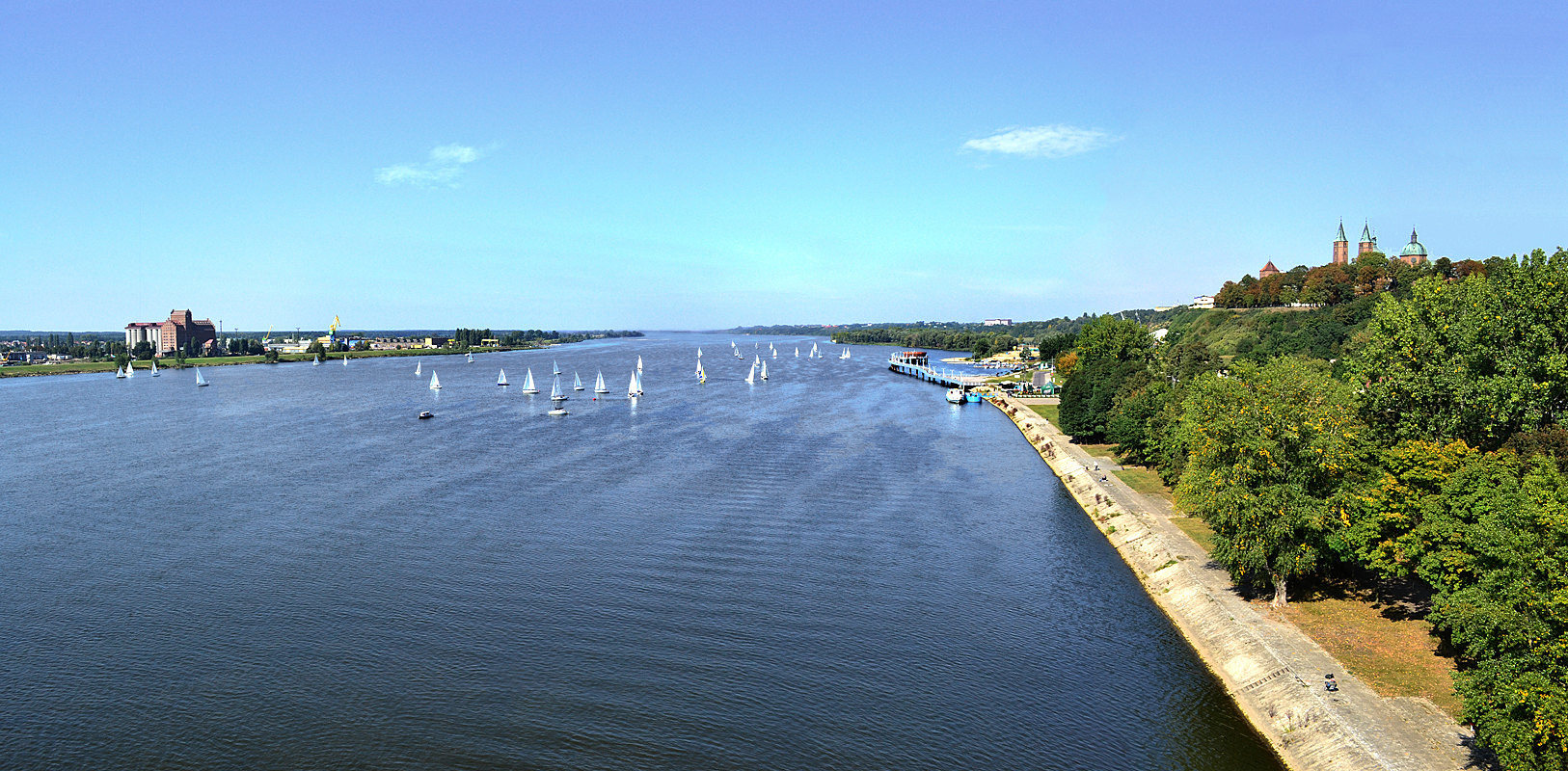
Вісла в м. Плоцьк

    - Вкра (біля Новий-Двір-Мазовецький)
    - Західний Буг (біля Сероцьк)
      - Мухавець (в Берестя)

    - Бєбжа (біля Візна)

  - Пилиця (біля Варка)
  - Курувка (біля Пулави)
  - Вепш (в Демблін)
  - Сян (біля Сандомир)
    - Віслок (в Тринча)

  - Віслока (в Ґавлужовіца)
  - Ніда (в Новий Корчин)
  - Дунаєць (в Опатовець)
    - Попрад (біля Новий Сонч)
- Леба (біля Леба)
- Слупя (в Устка)
- В'єпша (в Дарлово)
- Парсента (в Колобжег)
- Рега (біля Тшеб'ятув)
- Дзвіна (в Дзівнув)

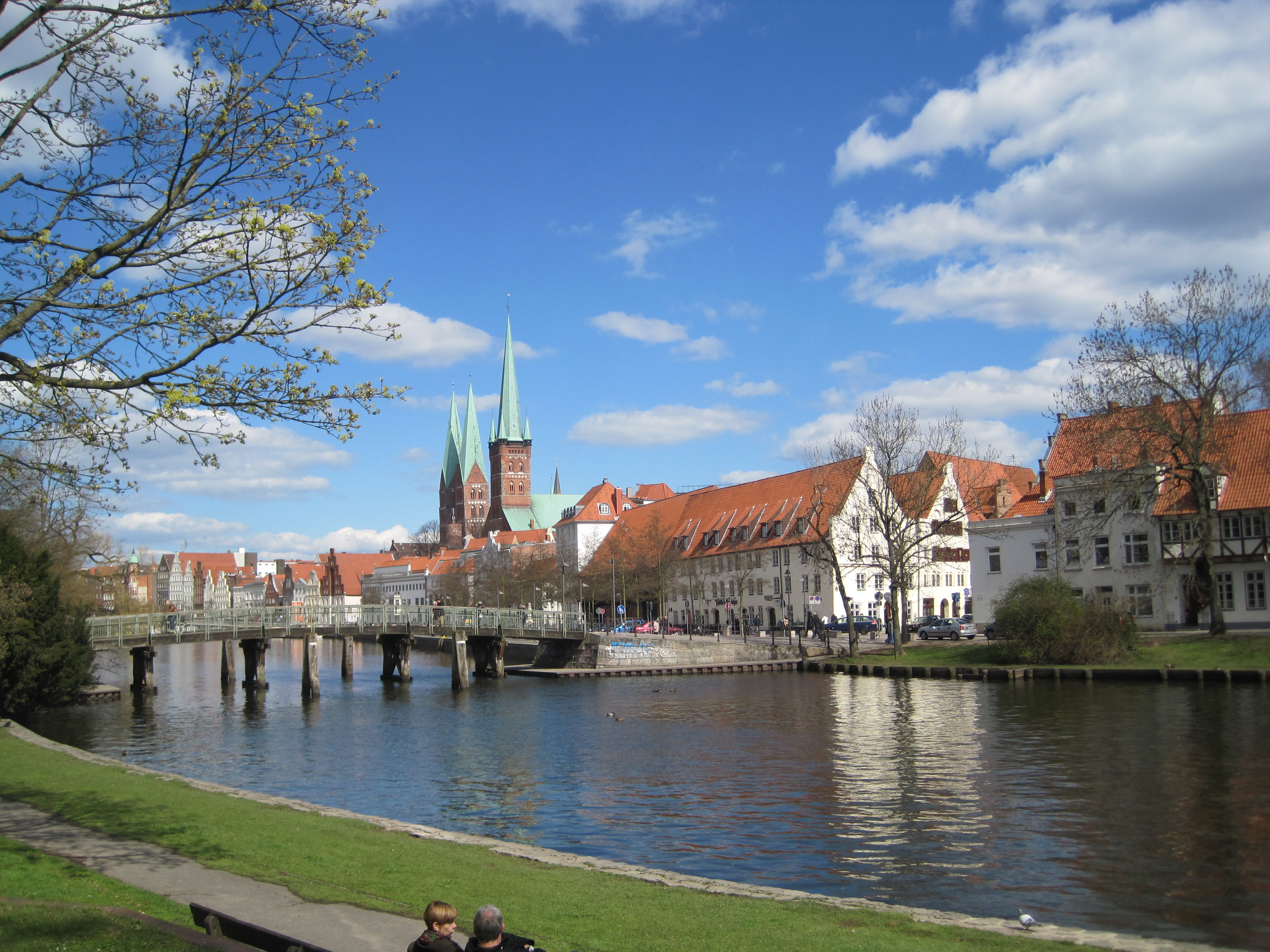
Річка Траве в м.Любек

  - Притоки р.Одра через Щецинську затоку
- Одра (Головна притока р.Свіна, в Свіноуйсьце) — Німеччина, Польща, Чехія

- - Іна (біля Щецин)
  - Варта (в Костшин-над-Одрою)
    - Нотець (в Санток)
      - Драва (в Кшиж-Великопольський)

    - Обра (в Сквежина)
    - Просна (біля Пиздри)

  - Ниса-Лужицька (в Козажин)
  - Бубр (в Кросно-Оджанське)
  - Барич (біля Глогува)
  - Ниса-Клодзька (біля Бжега)
  - Мала-Панев (біля Ополе)
  - Опава (в Острава)

### У Німеччині
- Піінештром (в Пенемюнде)
  - Пііне (біля Анклям)
    - Толлензе (в Деммін)

  - Притоки р.Одра через Щецинську затоку
- Рекнітз (в Райбніц-Дамгартен)
- Варнов (в Варнемюнде)
- Траве (в Любек—Травемюнде)

### У Східній Пруссії (ниніКалінінградська область)
- Преголя (біля м.Калінінград)
  - Лина (в Знаменськ)
  - Інструч (в м.Черняховськ)
  - Анграпа (в м.Черняховськ)
    - Пісса (біля м.Черняховськ)
    - Красная (в м. Гусєв)

### В Росії
- Нева (в м.Санкт-Петербург)
  - Охта (в м. Санкт-Петербург)
  - Іжора (в Уст-Іжора)
  - Тосна (в Отрадне)
  - Ладозьке озеро (в Шліссельбург)
    - Волхов (біля Волхов)
      - Тігода (біля Кіріши)
        - Раван
        - Чагода

      - Вишера (біля Великий Новгород)
      - Ільмень (в Великий Новгород)
        - Мста (біля Великий Новгород)

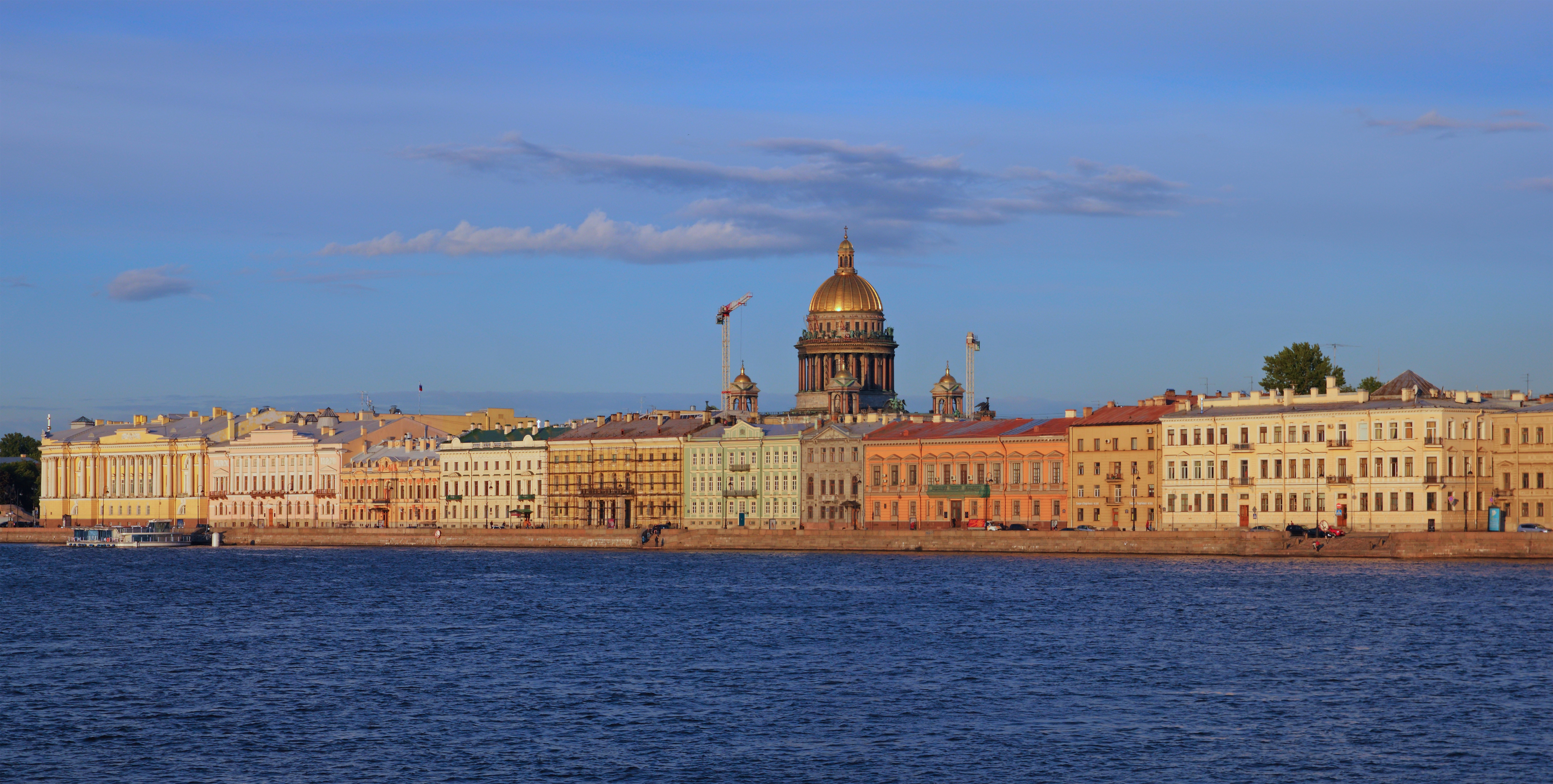
The Нева в м.Санкт-Петербург

          - Увер (біля Березовський Рядок)
          - Березайка (в Березовський Рядок)
            - Валдайка

          - Мстіно (біля Вишній Волочок)
            - Цна (біля Вишній Волочок)

        - Пола (біля Старая Русса)
        - Ловать (біля Старая Русса)
          - Полість (біля Старая Русса)
          - Кунья (в Холм)

        - Шелонь (біля Шимськ)

    - Сясь (в Сясьстрой)
    - Вуоксі (в Соловйове і Приозерськ)
    - Свір (біля Лодєйне Поле)
      - Паша (біля Лодєйне Поле)
      - Оять (біля Лодєйне Поле)
      - Онезьке озеро
        - Волда (біля Пудож)
        - Витегра (біля Витегра)
- Луга (в Усть-Луга)
  - Оредеж (біля Луга)

## Баренцове мореіБіле море(Північний Льодовитий океан)
Річки в цьому розділі сортуються зі сходу (о.Нова Земля) на захід (Нордкап).
У Норвегії:
- Паатсйокі (у фіорді Бєк-фйорд біля м.Кіркенес)
- Наатамойокі (біля с.Нейден)
- Тана (біля фіорду Тана-фйорд)
  - Карахсйохка (біля с.Каріґасніємі)
  - Анарйохка (біля с.Каріґасніємі)
- Лаксельва (у фіорді Порсангерфйорден біля м.Лакселв)

В Росії:
- Печора (північний схід від Нар'ян-Мар)
  - Уса (на захід від Усінськ)
    - Ковла (близько Усінська)
- Північна Двіна (в Сєверодвінську)
  - Пінега (в Усть-Пінегі)
  - Ємца (біля Большая Гора (Коноський район))
  - Вага (біля смт Березник)
  - Уфтюга (біля с. Красноборськ))
  - Вичегда (в м.Котлас)
    - Вишера

  - Юг (в м.Великий Устюг)
  - Сухона (в м.Великий Устюг)
- Мезень (біля м. Мезень)
- Онега (в м. Онега)

## Каспійське море
Річки в цьому розділі сортуються з заходу на північний схід.

### УКазахстані
- Урал (в м.Атирау)

### В Росії
- Терек (біля Кізляр)

- Волга (біля Астрахань)
  - Самара (в Самара)
  - Кама (на південь від м.Казань)
    - Вятка (біля Нижньокамськ)
    - Біла (біля Нефтекамськ)
      - Уфа (в Уфа)

    - Чусова (біля Перм)
      - Силва (біля Перм)

    - Єгошиха (в Перм)
    - Мулянка (в Перм)
    - Вишера (біля Солікамська)
      - Колва (біля Чердинь)

  - Казанка (в м. Казань)
  - Свіяга (на захід від Казані)
  - Ветлуга (біля Козьмодемьянск)
  - Сура (в Васильсурськ)
    - Пенза (в Пенза)
      - Пензятка (біля Загоскіно)

  - Керженець (біля Лисиково)
  - Ока (в Нижній Новгород)
    - Клязьма (в Горбатов)
    - Мокша (біля Елатьма)
      - Цна (біля Сасово)

    - Пра (біля Касимов)
    - Москва (в Коломна)
      - Пахра (біля Москви)
      - Істра (біля Москви)

    - Упа (біля Суворов)

  - Унжа (біля Юр'євець)
  - Кострома (в Кострома)
  - Которосль (в Ярославль)
  - Шексна (біля Рибінськ)
  - Молога (біля Рибінськ)